# 馬自達MX-5
馬自達MX-5（日语：マツダ・MX-5）是由日本馬自達汽車公司設計製造的雙門雙座敞篷跑車，其成功之處在於消費者可以用平價購入一部能獲得更多駕駛樂趣，差可比擬保時捷、法拉利等昂貴的跑車。2014年4月該車系以全球銷售超過94萬輛之姿，列入金氏世界紀錄中最暢銷的雙座敞篷跑車；2016年4月全球銷售總量則已超過100萬輛。

## 發展背景與概要
「雙座敞篷車」（roadster）車型的發展由來已久：在1950年代至1970年代之間，許多如今已式微凋零的英國車廠打造一輛又一輛膾炙人口的敞篷跑車，好比MG的MGB、凱旋（Triumph）的Spitfire和TR7、奧斯汀·哈利（Austin Healey）的DD300、蓮花（Lotus）的Elan等。然而後來以較大馬力與寬裕車室空間作為訴求的GT超級跑車逐漸在車壇上發光，當時純正血統的roadster在市場上簡直屈指可數。
1989年日本馬自達推出一部名為「MX-5」的小型雙人座敞篷跑車，搭載僅僅1.6L的引擎在當時車壇追求大馬力的潮流中算是個異類。不過讓人跌破眼鏡的是，上市第一年就在北美洲創下大約23,000輛的佳績，次年更銷售了36,000輛左右。這麼亮眼的成績，帶動了其他車廠投入開發雙人座敞篷跑車的風潮，包括賓士SLK系列、BMW Z3、保時捷Boxster等車款都是受到MX-5銷售佳績刺激的產物。
關於車名MX-5主要使用於歐洲及日本除外的亞太地區，在北美洲市場加上Miata的副名，在日本則稱為馬自達Roadster（日语：マツダ・ロードスター）。「Roadster」這個車名和「cabriolet」是同樣的車身形狀，而副名Miata在古德語裡含有報酬、贈品之意。
2000年MX-5總生產量達531,890輛，被世界紀錄大全列為「全世界最暢銷的雙人座敞篷小跑車」；2004年總生產量累計超過70萬輛，再度列入世界紀錄大全。2011年2月4日，該款車在全球的累積銷售量達到90萬輛，第3度列入該記錄大全裡；2016年4月則已超越1百萬輛。馬自達開發MX-5並不以大排氣量、大馬力為號召，而是提供給駕駛者一款剛好的動力、平均的車身配重（此款車的車身配重比例近乎50:50），以及純然自在的駕駛樂趣。

## 歷史

### 第一代NA系（1989年-1998年）
1989年 - 2月10日舉辦的芝加哥車展上，馬自達首度公開車型代號為「NA6C」的MX-5。彼時全世界景氣繁榮，車界的設計走向仍沉溺於豪華大器的風格，像MX-5這種體積輕巧、動力不大卻足夠、內裝簡單不鋪陳的反動設計理念，意外地受到消費者的歡迎。同年5月在美國和加拿大、9月在日本上市後，立刻攻佔低價位入門級敞篷跑車的市場區塊。
MX-5搭載一具由第七代323的B6型引擎改良而來的1.6L DOHC直列四缸引擎，代號為「B6-ZE」。這具引擎最大馬力125ps / 6,500rpm、最大扭力14.5kg･m / 5,000rpm，搭配五速手排變速箱。從0加速至60mph（97km/hr）只需7.9秒，最高時速可達209km/hr。車體之風阻係數僅有0.38，全車前後採雙A臂獨立懸吊系統（double wishbone suspension）附防傾桿，四輪制動系統為碟煞。車頭大燈的設計採上掀式，亦為一絕。

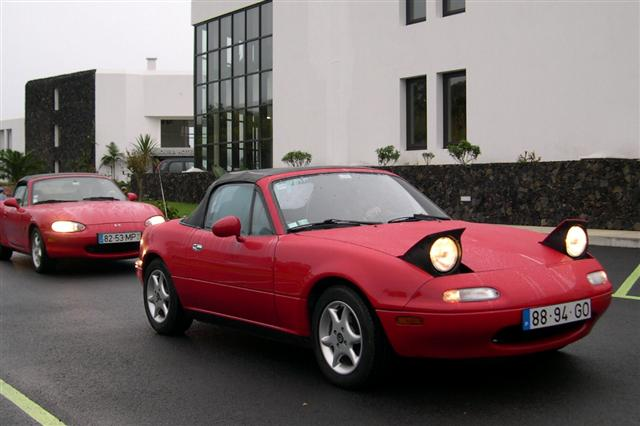
第一代馬自達MX-5的上掀式大燈

在日本市場，由於日本泡沫經濟時期馬自達公司採多品牌與多銷售管道的行銷策略，此款車被命名為Eunos Roadster（（日語）ユーノス・ロードスター）。直到1998年大改款的第二代上市時，才恢復使用馬自達Roadster之名。
1990年 - 3月追加四速自動變速系統。自排車款的最大馬力下降至110ps / 6,000rpm，不過最大扭力輸出的峰值14.0kg･m卻提前在4,500rpm的轉速出現，車重則比手排車款增加了30kg。
1993年 - 7月進行小改款。由於消費者反映1.6L引擎之馬力不足，改以1.8L直列四缸DOHC BP-ZE型引擎取代，最大馬力提升10ps來到130ps / 6,500rpm，最大扭力則為16.0kg･m / 4,500rpm。車重增加了50kg，變速系統有五速手排或四速自排可供選擇。五速手排變速系統的齒輪比配置與1.6L車款幾乎相同，終傳比卻由4.0提升到4.1；至於四速自排的齒輪比配置則出現較大的相異度。
1995年 - 8月將ECU電子控制單元由8bit改為16bit，提升高轉速區域的燃燒率（所以汽車型錄的規格表將最大馬力提升了3ps），使用輕量化飛輪以減少慣性抵抗，終傳比由4.1提升至4.3。截至1997年11月交棒給第二代為止，第一代MX-5在全球總共出售了約43萬輛。

#### 獲獎紀錄
美國《人車誌汽車雜誌》（Car and Driver Magazine）於1989年曾將「年度風雲車」的殊榮頒給第一代MX-5。

#### 特別仕樣車
以下列出之特仕車款以日本地區上市者為主，某些特仕車款也曾在北美洲與歐洲市場銷售。
- 1991年7月 - J Limited：車身烤漆為黃色專用色，因為「J」源自於法文的jaune，意為黃色。限量800輛於發售當天就預約一空，使得經銷商改以抽籤決定。

- 1991年12月 - M2 1001：「M2」指的是馬自達的子公司M2有限公司（日语：M2 (マツダ)）（（日語）株式会社エムツー），這是一家針對馬自達車種重度改裝的公司。此仕樣車雖然限定300輛，但有興趣的車主必須到M2公司親自現身、抽籤，然後才有機會入主此車。

- 1992年11月 - M2 1002：同樣限量300輛，前保桿有點不同，內裝改變了很多，比如排檔頭與手煞車握把都改為象牙白皮革。

- 1992年12月 - S Limited：限量一千部，採英國敞篷車常見的內裝，座椅為豬肝紅、門板為亮黑色，鋁合金鋼圈為14吋BBS輪框（歐洲著名的鋁合金輪圈製造廠家）。

- 1993年11月 - Tokyo Limited：顧名思義，限定在東京地區的經銷商販售，僅有40輛。但是實際上是前述「M2 1002」限定款的庫存車，為了消化庫存才重新包裝推出。

- 1993年12月 - J Limited II：與1991年7月推出的J Limited版相似，不過A柱做成黑色，鋁合金輪框的造型也不同，限量800輛。

- 1994年2月 - M2 1028：「M2」公司推出的最後一款限量車，僅售300部，不過與前兩次的銷售管道相異。和前述1001、1002特仕款一樣，引擎的活塞與凸輪軸都經過改造升級。真正的改變是一對輕量化後照鏡、MOMO方向盤、賽車桶椅、鴨尾式尾翼等。

- 1994年7月 - RS Limited：限定500部，專用車色塗裝、Recaro（英语：Recaro）賽車桶椅、15吋BBS鋁合金輪框，且終傳比設為4.3。

- 1994年12月 - G Limited：限量1,500台，專用車色為寶藍色。

- 1995年2月 - R Limited：限量1,000部，車身為寶藍色、內裝為紅色、輪圈為BBS製鋁合金輪框。最後106輛的塗裝改為純白色，但型錄上未印刷出來，僅由經銷商業務人員口頭告知顧客，據說這106輛車目前仍有很多未報廢。

- 1995年12月 - VR Limited Combination A/B：Combination A的車色為紅色、皮革座椅，限量700輛；Combination B的車色為綠色、黑色皮革座椅，限量800輛。兩種限定款都可選購15吋鋁合金輪框、鋁製的車門把手與手煞車握把、玻璃纖維的儀表外框等。

- 1996年12月 - R2 Limited：限定500輛，車身塗裝為純白色、內裝為紅色，車門把手、手煞車握把、變速箱檔位顯示板為鋁製。

- 1996年12月 - B2 Limited：限量1,000部，寶藍色車身、14吋鋁合金輪框、電鍍的後視鏡外框等。

- 1997年8月 - SR Limited：限量700輛，被日本車迷戲稱為「最終限定版」（（日語）サヨナラリミテッド，英文寫成Sayonara Limited，而sayonara為日文的「再見」之意）。車色為綠色，配有14吋鋁合金輪框。手排車款還裝配了LSD限滑差速器（Limited Slip Differential），儀表板型式與M2 1028限量款相同，下單訂購者並附贈皮夾克一件。

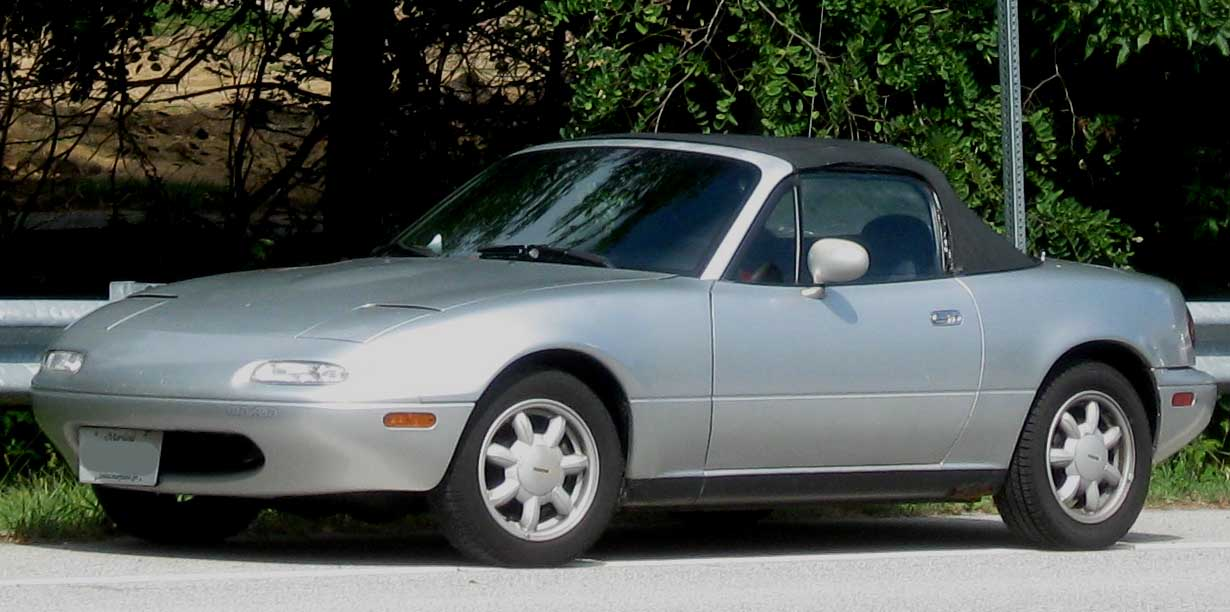
美規MX-5 Miata
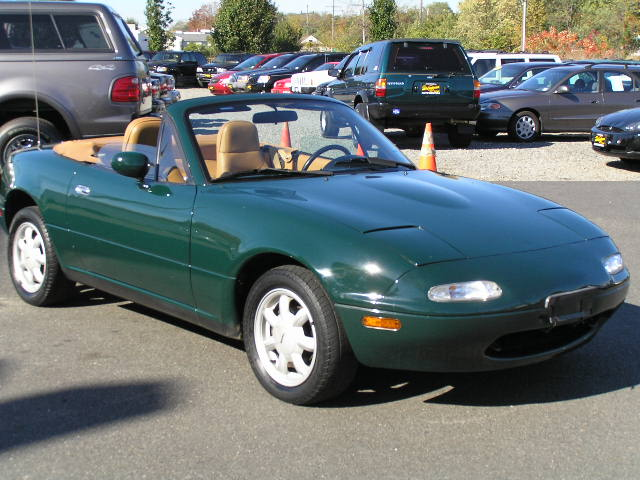
1991年馬自達MX-5
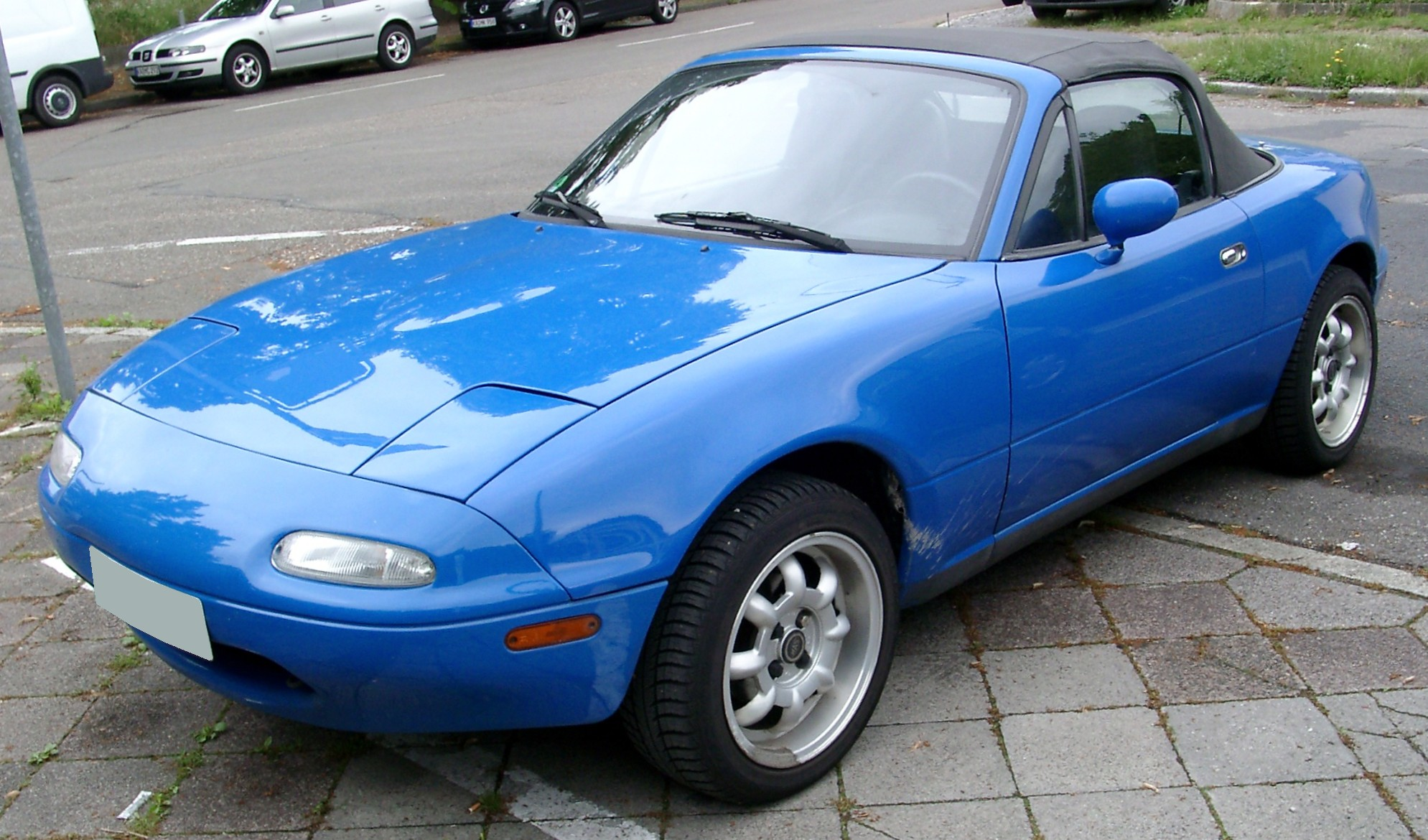
歐規車頭
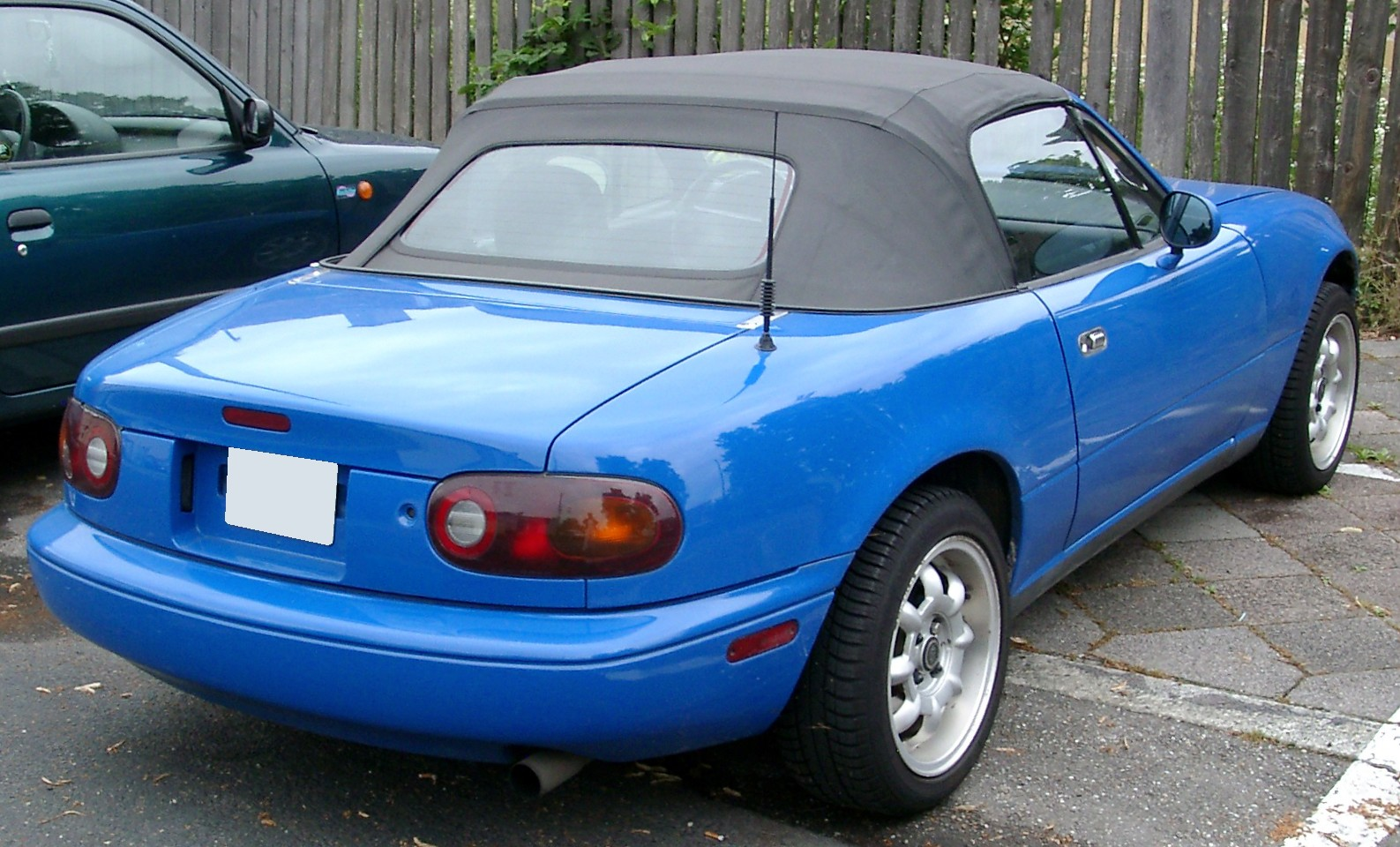
歐規車尾

### 第二代NB系（1998年-2005年）
1998年 - 第二代MX-5大改款正式發表。因為馬自達多品牌與銷售通路的行銷策略失敗，整合旗下的銷售代理商系統Eunos，此代MX-5改以馬自達Roadster（（日語）マツダ・ロードスター）稱呼（原先第一代在日本地區稱作Eunos Roadster〔（日語）ユーノス・ロードスター〕）。在車身尺碼方面，寬幅增加了5mm，車長反而比第一代的3,970mm縮短了15mm。動力來源則提供1.6L B6-ZE型或1.8L BP-5A型（外銷版則為BP-4W型）兩種引擎，車型代號分別為NB6C或NB8C。1.6L引擎車型的最大馬力125ps / 6,500rpm，最大扭力峰值14.5kgm / 5,000rpm，變速系統則可搭配五速手排或是四速自排；而1.8L引擎車型之最大馬力145ps / 6,500rpm，最大扭力峰值則達16.6kgm / 5,000rpm，可選擇六速手排或是四速自排的變速系統搭配。此款車依舊沿用雙A臂獨立懸吊系統（double wishbone suspension），但防傾桿加粗，而且可以選購ABS防鎖死煞車系統。
第二代MX-5雖然將上掀式大燈改成整合在車身上，但外觀並沒有大改變，僅將車身線條雕塑得更有型、更圓潤。至於內裝的設計風格也沒有重大改變，按照第一代的風格與時俱進而已。馬自達特別改善以前的缺失，提升第二代的車架剛性。
2000年 - 7月進行小改款。某些車迷將小改款前的車型稱呼為「NB1」，小改款後的叫做「NB2」，但這些都不是原廠正式的名稱。這次小改款幾乎將所有車頭鈑件更新，車頭造型修飾得更銳利有神。內裝部分把門飾板、中央扶手與座椅造型重新修改。此外，新更換的1.8L直列四缸DOHC BP-Z3型引擎導入S-VT（Sequential Valve Timing）序列式可變氣門正時系統，使得最大馬力可達160ps（自排版本為154ps）；而車架剛性也再度被強化。
2003年 - 10月日本當地推出搭載1.8L低增壓渦輪BPT型引擎的限量車，最大馬力172ps / 6,000rpm，最大扭力21.3kg･m / 5,000rpm。除此之外，也推出硬頂版的限量車，冠之以「Roadster Coupe」（（日語）ロードスタークーペ）之名稱。
EuroNCAP（European New Car Assessment Programme）曾於2002年針對MX-5進行撞擊測試，其中對成人乘員的保護性通通給予四顆星的評價（滿分五顆星）。

#### 特別仕樣車
以下列出之特仕車款以日本地區上市者為主，某些特仕車款也曾在北美洲與歐洲市場銷售。

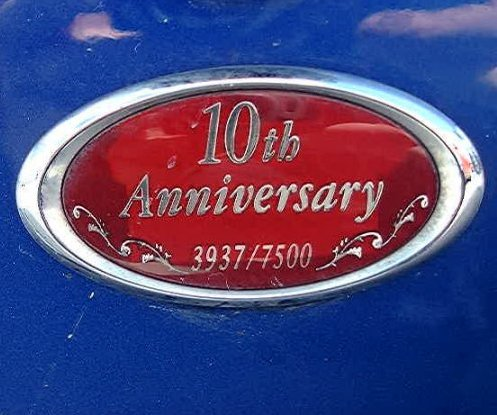
MX-5生產十周年紀念牌，此車在7,500部限量車裡排第3,937輛

- 1998年12月 - 10th Anniversary Limited：全世界限量7,500輛，日本則分配到500輛。顧名思義，這是馬自達公司為了慶祝MX-5銷售十周年推出的限定款。為了達到50:50的車身配重比例，特別移動引擎的位置，且飛輪經過輕量化處理。

- 1999年12月 - NR Limited：限定500輛，車身塗裝與第一代的VR Limited Combination A限定款相同，裝配15吋鋁合金輪框。

- 2000年12月 - YS Limited：以1.6L M級車款為基礎，車身塗裝為亮黑色，只限700輛。

- 2001年5月 - Mazdaspeed Roadster：除Mazdaspeed版空力套件外，也裝配了消音器、排氣管、可調式懸吊系統等，車身塗裝有寶藍色與金色可選，限量200部。

- 2001年9月 - MX-5 SP：僅於澳洲市場發售，且限量100輛。搭載BP-Z3型渦輪增壓引擎，最大馬力210hp / 6,800rpm、最大扭力206ft·lbf / 4,600rpm[6]。

- 2001年12月 - MV Limited：內裝為咖啡色，外觀則為金屬鈦灰色，五速手排與四速自排皆有，但限定300輛。

- 2002年12月 - SG Limited：藍色絨布內裝、薄銀綠色外觀，1.6L或1.8L引擎皆可選擇，1.6L配15吋輪框、1.8L配16吋輪框，限量共400輛。

- 2003年10月 - Roadster Coupe：由馬自達麾下子公司「馬自達E&T（Mazda Engineering & Technology Co., Ltd.）」改造的限定版，1.6L的車型代號叫「NB6C改」，1.8L的車型代號為「NB8C改」，總計有四種：
  - Coupe：1.6L標準外型
  - Coupe Type-S：1.8L標準外型
  - Coupe Type-A：1.8L + 六速手排 + 檔泥板 + 特別外型
  - Coupe Type-E：1.8L + 四速自排 + 特別外型

- 2003年12月 - Roadster Turbo：這是MX-5歷代以來唯一搭載由石川島播磨重工業製造的RHF5 VJ35型渦輪增壓器，搭配BP-4W型引擎，最大馬力為180bhp / 6,000rpm。由0加速至60mph僅需6.4秒，最高時速可達203km/hr。在外國稱呼為Mazdaspeed MX-5，配上17吋鋁合金輪框。此限量車款在2004至2005年間全世界共發售了5,428輛，其中2004年銷售4,000輛，2005年因馬自達工廠發生火災銳減至1,428輛，而日本地區限量350部。

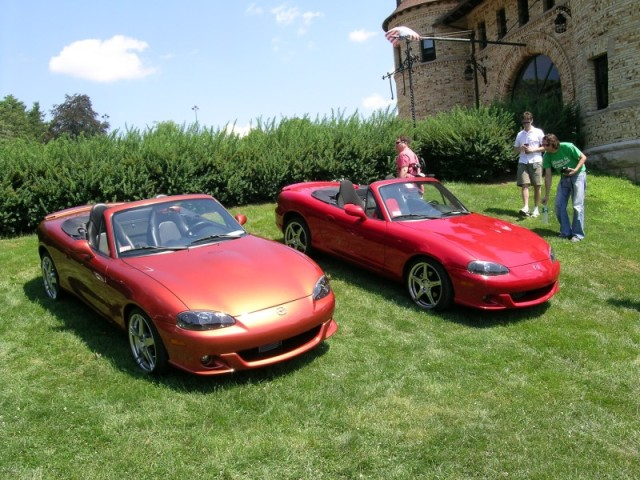
Mazdaspeed版
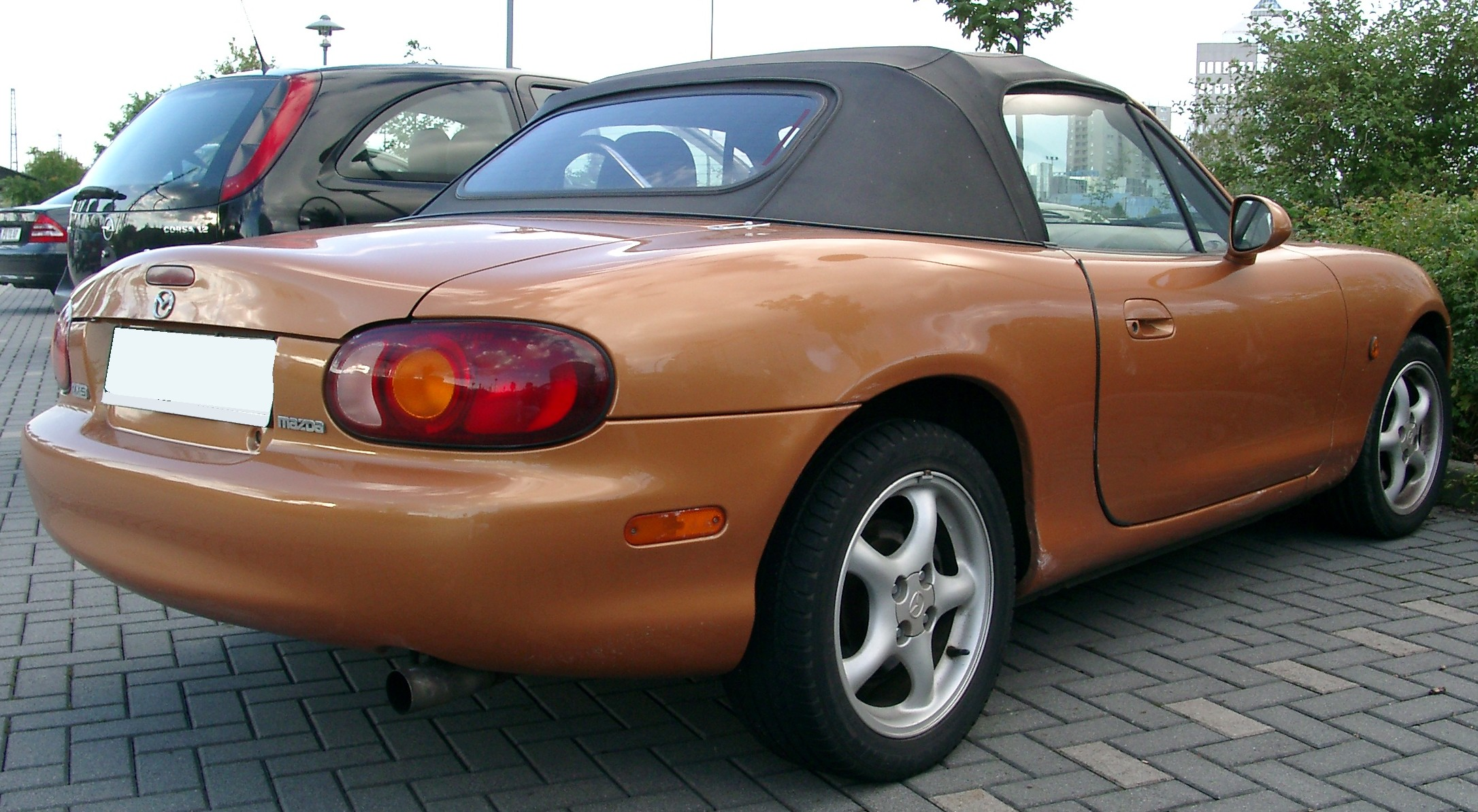
車尾
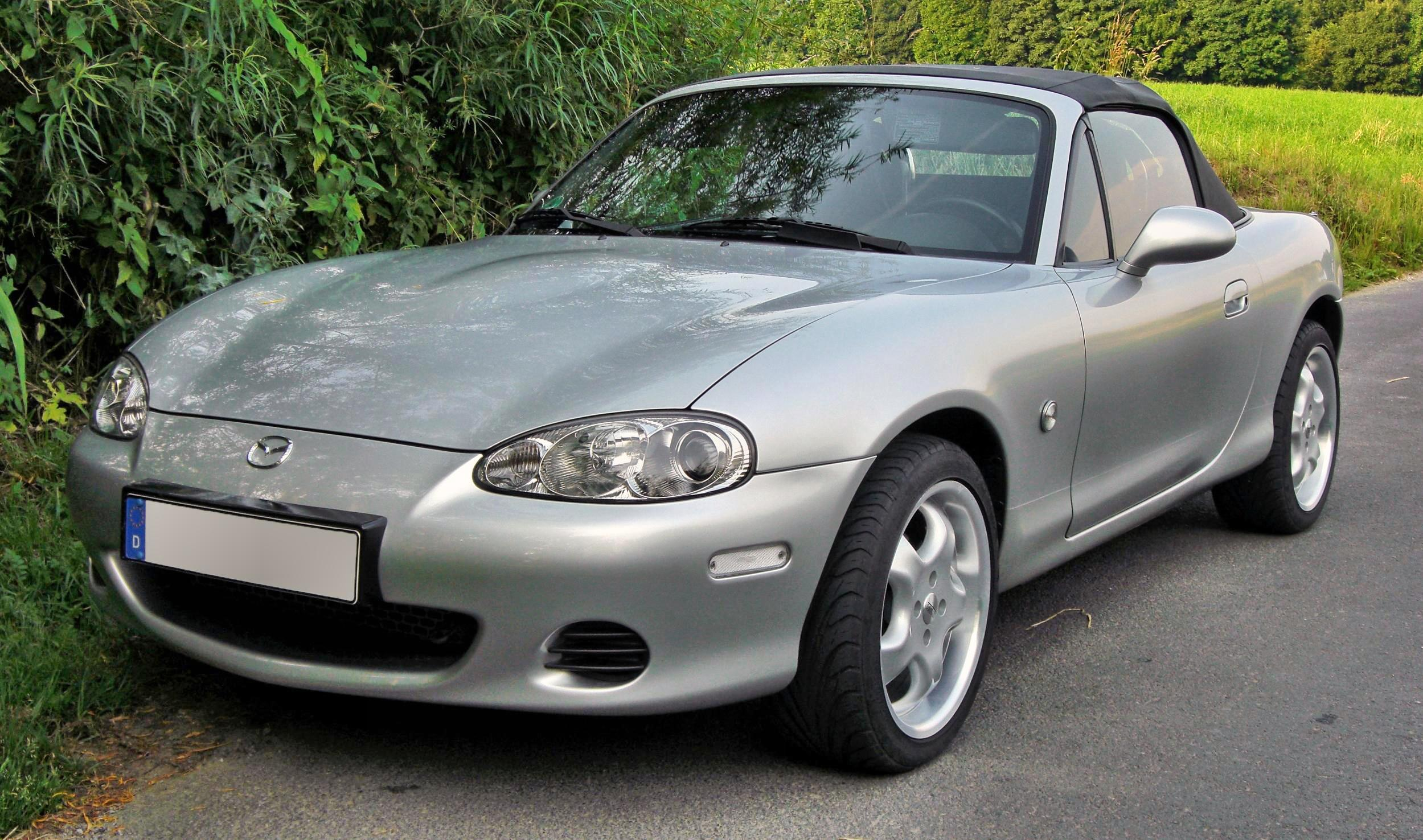
歐規小改款車頭
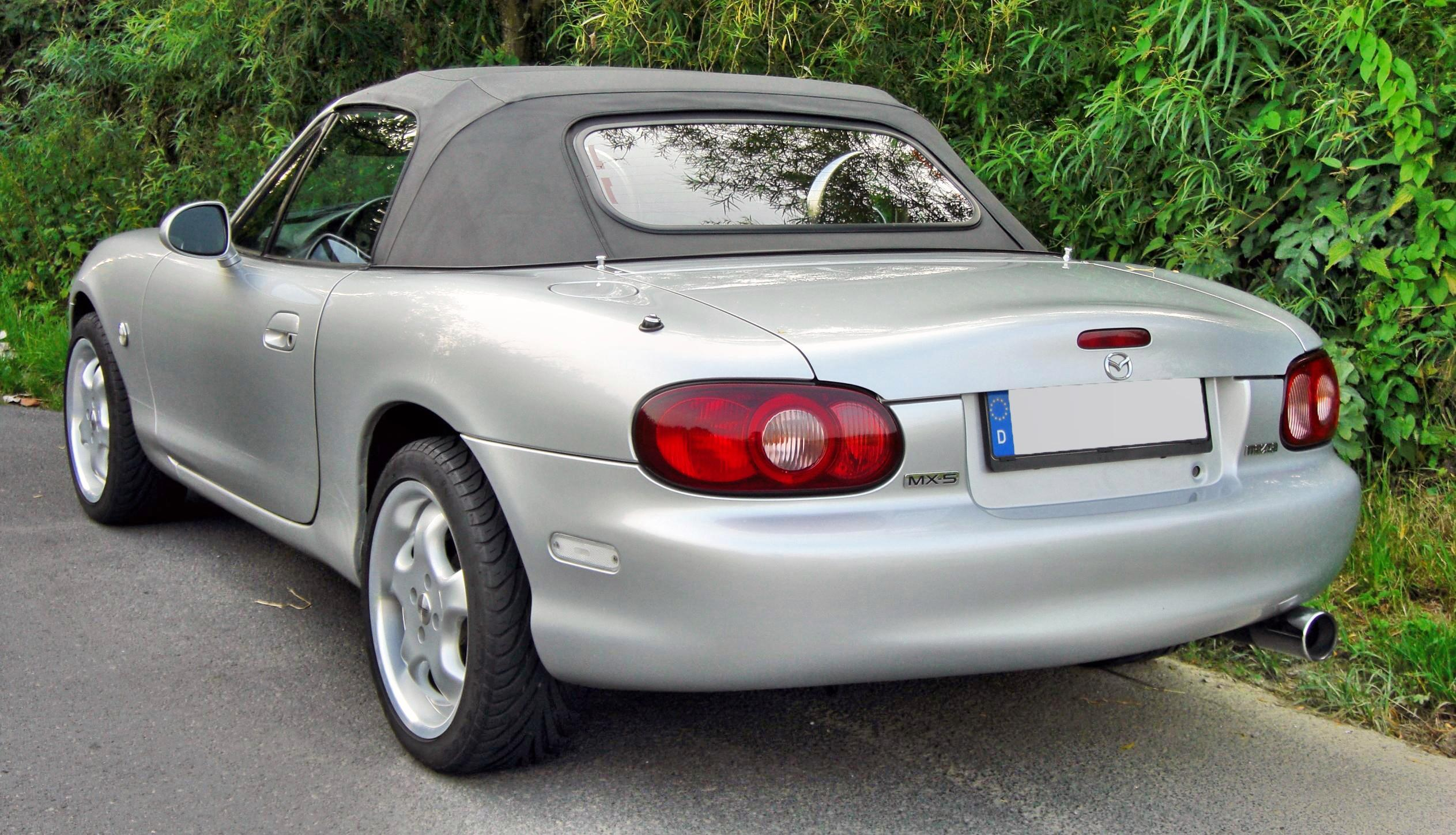
歐規小改款車尾
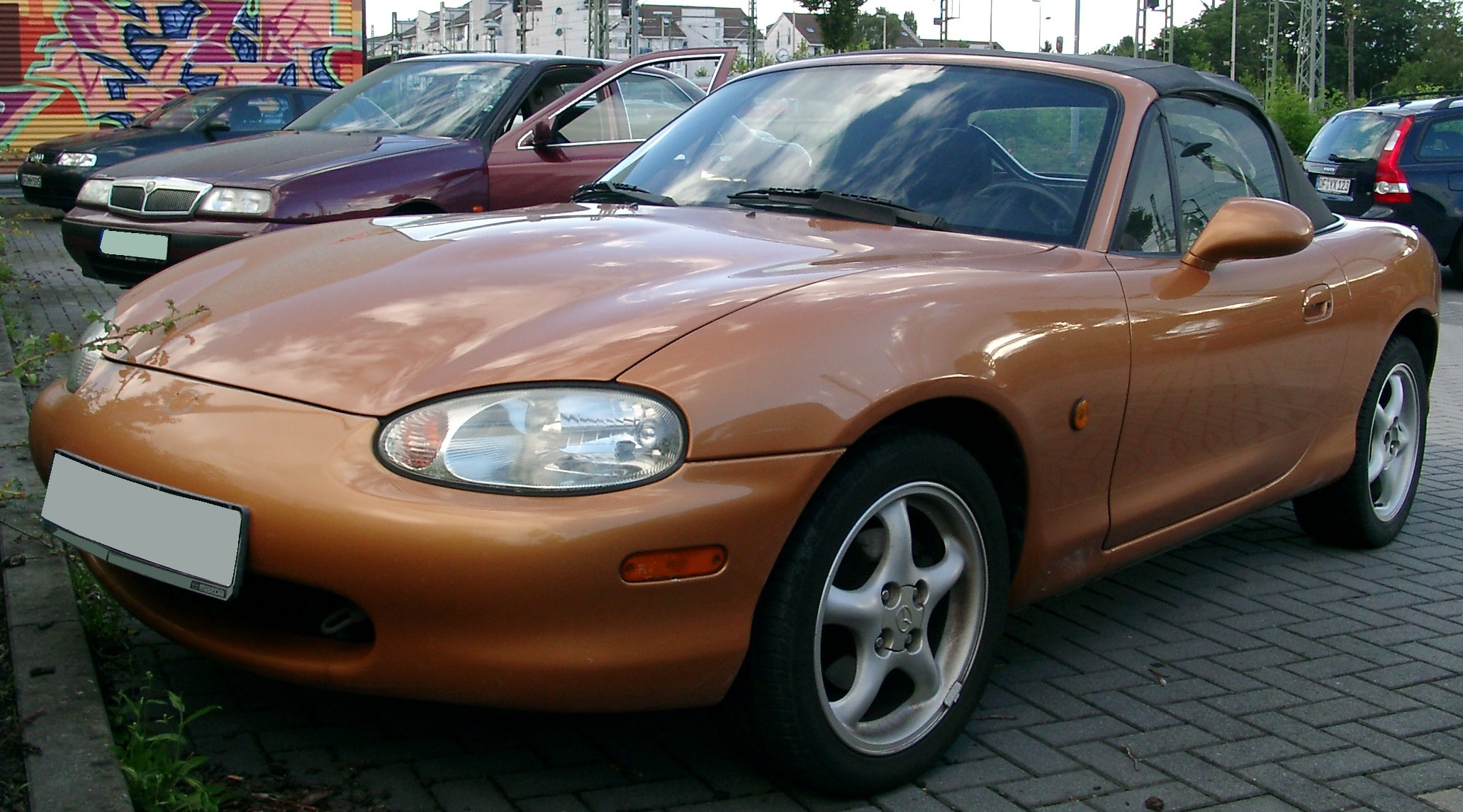

### 第三代NC系（2005年-2015年）
2005年 - 8月25日正式在日本發表問世。採用NC平台，捨棄了前兩代前後輪都是雙A臂獨立懸吊系統，改採前面是雙A臂獨立懸吊、後面為多連桿懸吊。在使用了新型車架與部分零件輕量化的情況下，雖然車身尺碼比前一代大（車長增加20mm、車寬增加40mm、車高增加20mm、軸距也拉長了65mm）、搭載了更多配備（如TCS循跡控制系統、ESC電子穩定控制系統等），但難能可貴的是總乾燥重量只比前代車款多出10公斤。而在車身剛性方面，強度加強了22%，抗扭曲性提高了47%。同樣在近乎50:50的車身配重比例中，引擎向後移動了135mm，且部分機件向車身重心靠攏。
在動力來源方面，馬自達提供兩款全新的MZR引擎：1.8L L8-VE型專供歐洲市場使用，2.0L LF-VE型則是全球市場共用。由於搭載可變汽門正時系統及刻意降低進排氣阻抗，1.8L車款的最大馬力為126ps、最大扭力為17.0kg·m；而2.0L車款的最大馬力為170ps、最大扭力則為19.3kg·m。變速系統則有三種供選擇：五速、六速手動排檔，及六速手自排附方向盤排檔撥片，這是馬自達旗下首次搭配六速自排變速系統的車型。新改款的MX-5依然採用手動開篷的軟頂，讓車迷有點失望。
2006年 - 7月18日的小改款才採納眾議，改用三片式收縮的電動硬頂敞篷。歐洲地區名為「Mazda MX-5 Roadster Coupe」，北美洲地區名為「Mazda MX-5 Miata Power Retractable Hard Top」，日本地區則叫做「（日語）マツダ ロードスター パワーリトラクタブルハードトップ（簡稱RHT）」（Mazda Roadster Power Retractable Hard Top），電動收摺或開啟的速度約12秒。

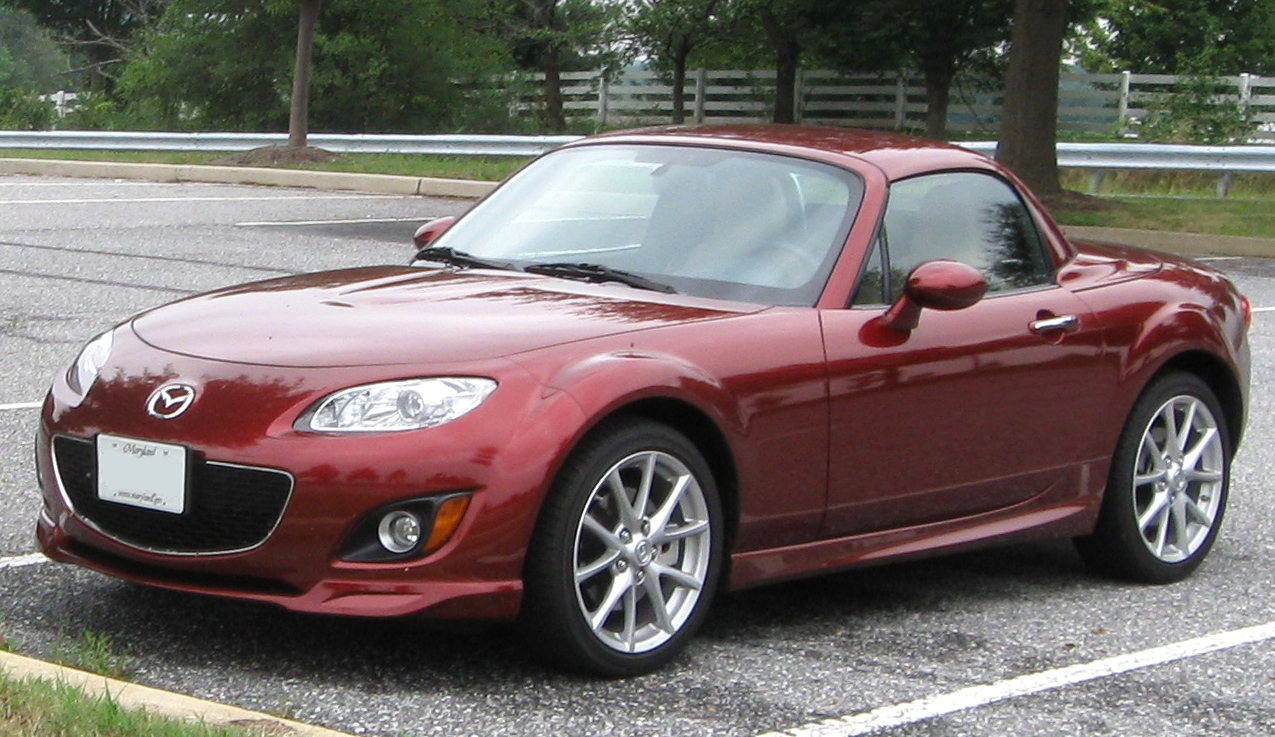
2009年第三代馬自達MX-5小改款

2008年 - 12月9日小改款登場，車頭進氣壩部位改成馬自達車系家族的五角盾形特徵，大燈與霧燈的造型也改變。車室內裝則包括金屬邊框的圓型儀錶、金屬邊框的空調出風口、中控台金屬飾板、可拆式置杯架、iPod專用介面、AUX-in介面、Recaro桶形賽車座椅（限定地區）、Bose高級身歷聲音響系統、12V電源插座等。此外，還有藍牙系統和五段式調整的加熱座椅可供選配。原引擎曲軸改為鍛造，使得最大馬力之轉速達7,500rpm、最大扭力轉速達7,000rpm。六速手排車款新增進氣聲浪增進裝置（インダクションサウンドエンハンサー，Induction Sound Enhancer）之配備，可讓引擎的高轉速聲浪回饋至座艙內。

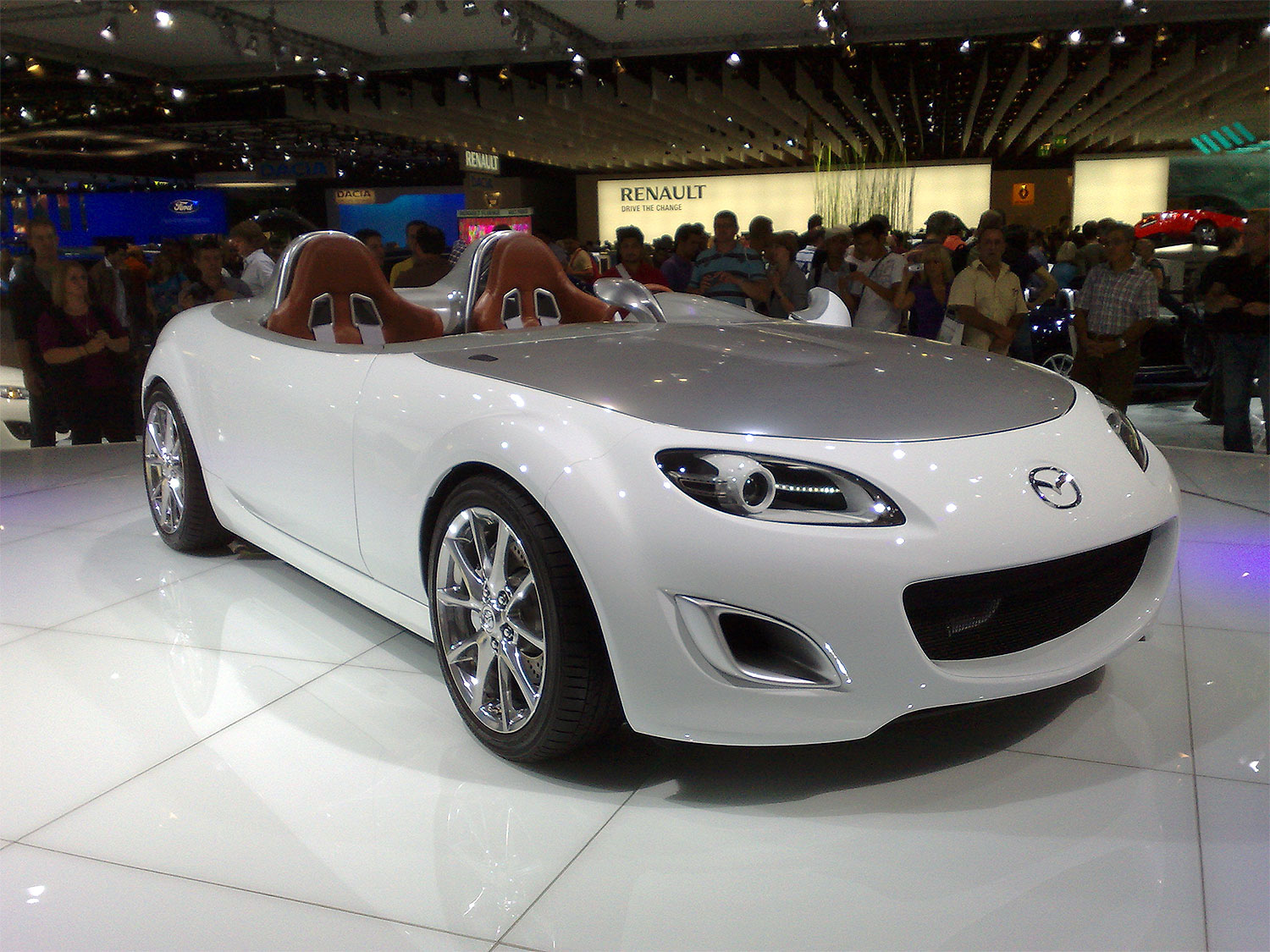
MX-5 Superlight Version概念車

2009年 - 為了慶祝MX-5上市20周年，馬自達在第63屆法蘭克福車展上發表一款名為「MX-5 Superlight Version」的概念車。這款敞篷概念車的特殊之處在於「輕量化」，除了拿掉A柱、前檔與側邊玻璃，且沒有硬頂或軟篷結構，所以駕駛者必須戴上安全帽。為了達到輕量化的目的，空調系統、音響系統、隔音材質、中央扶手、地毯等通通沒有，車艙裡最搶眼的非兩張碳纖維桶型賽車座椅莫屬。排檔桿與底座、手煞車拉桿採用鋁合金材質，座椅後方的防滾架則和LED煞車燈整合，簡單的儀表板覆以玻璃纖維強化的輕量材質。因此這輛概念車車重僅有995公斤，比市售MX-5足足少了80公斤。懸吊避震系統採用倍適登（Bilstein）避震器，比市售MX-5還低135mm；並換上前後四活塞煞車卡鉗，以及前300mm、後280mm的煞車碟盤。動力方面搭載歐規的1.8L直列四缸DOHC L8-VE型引擎，最大馬力126hp / 6,500rpm、最大扭力17.0kg·m / 4,500rpm；在五速手排變速箱的配合下，0-100km/hr靜止加速成績只要8.9秒。
2013年 - 12月6日推出小改款，新增Recaro桶型賽車座椅、霧燈、軟篷質地等標準配備；此外將換檔撥片、TCS循跡控制系統及DSC動態穩定控制系統列為入門級「S RHT」的標準配備。
2014年 - 為了慶祝MX-5問世25週年，4月16日原廠在紐約國際車展上公開「MX-5 Miata 25th Anniversary Edition」特仕車，並同時展出下一代MX-5的SKYACTIV底盤結構。此款特仕車以電動硬頂敞篷的RS RHT型為基礎，擁有專屬紅色金屬車色，A柱、車頂與後視鏡皆以高質感鋼琴烤漆處理，門板與跑車座椅以白色皮革包覆。同時車子內外均有25週年紀念銘牌，且四輪換成倍適登（Bilstein）懸吊系統。至於一同展出的下一世代SKYACTIV底盤結構，採用前中置引擎、後輪驅動的佈局，除了加強車身剛性和防撞表現，也注重輕量化。由於2012年5月馬自達與義大利飛雅特集團旗下車廠愛快羅密歐簽署合作備忘錄，雙方將合作開發設計各自品牌的後驅敞篷小跑車，因此這套SKYACTIV底盤也將使用於後者的新跑車。

#### 獲獎紀錄
此款車在2005年11月獲選為第26屆日本年度風雲車（（日語）日本カー・オブ・ザ・イヤー〔Car of the Year Japan〕，縮寫成JCOTY），這是馬自達的626自第3屆（1982年）獲選以來，第二度入選此獎項。2007年12月美國《人車誌汽車雜誌》（Car and Driver Magazine）則再度將「十大年度風雲車」的殊榮頒給第三代MX-5。

#### 特別仕樣車
以下列出之特仕車款以日本地區上市者為主，某些特仕車款也曾在北美洲與歐洲市場銷售。
- 2005年8月 - 3rd Generation Limited：限定500輛，除內裝與外觀皆有專用色之外，視聽設備方面裝配了七支Bose音響與六CD換片箱。

- 2005年12月 - 日本年度風雲車受獎紀念款：除車身與內裝皆有專用色外，車側還貼上「日本年度風雲車」的紀念標章。

- 2006年12月 - Blaze Edition：以「RHT」電動硬頂版車型為基礎，配上BBS製的17吋鍛造鋁合金輪框、鉻頭燈銘板、自動轉向頭燈附清潔雨刷、車側防死角鏡頭、高辨識度煞車燈等，還有Bose環繞立體聲音響系統。

- 2007年4月 - Mazdaspeed M'z Tune：專用的引擎電腦程式、高流量進氣濾芯、飛輪、高速低排壓觸媒、消音器、倍適登（Blistein）懸吊系統、煞車碟盤、空力套件、車門迎賓銘板、賽車桶椅等。

- 2007年10月 - Prestige Edition：以「RHT」電動硬頂版車型為基礎，搭配BBS製的17吋鍛造鋁合金輪框、車門迎賓銘板、前霧燈附鍍鉻外框、駕駛座椅手動調整手把等。六速自排車型可選購引擎室拉桿與ESP防側滑系統，六速手排車型則將前述兩項列入標準配備。

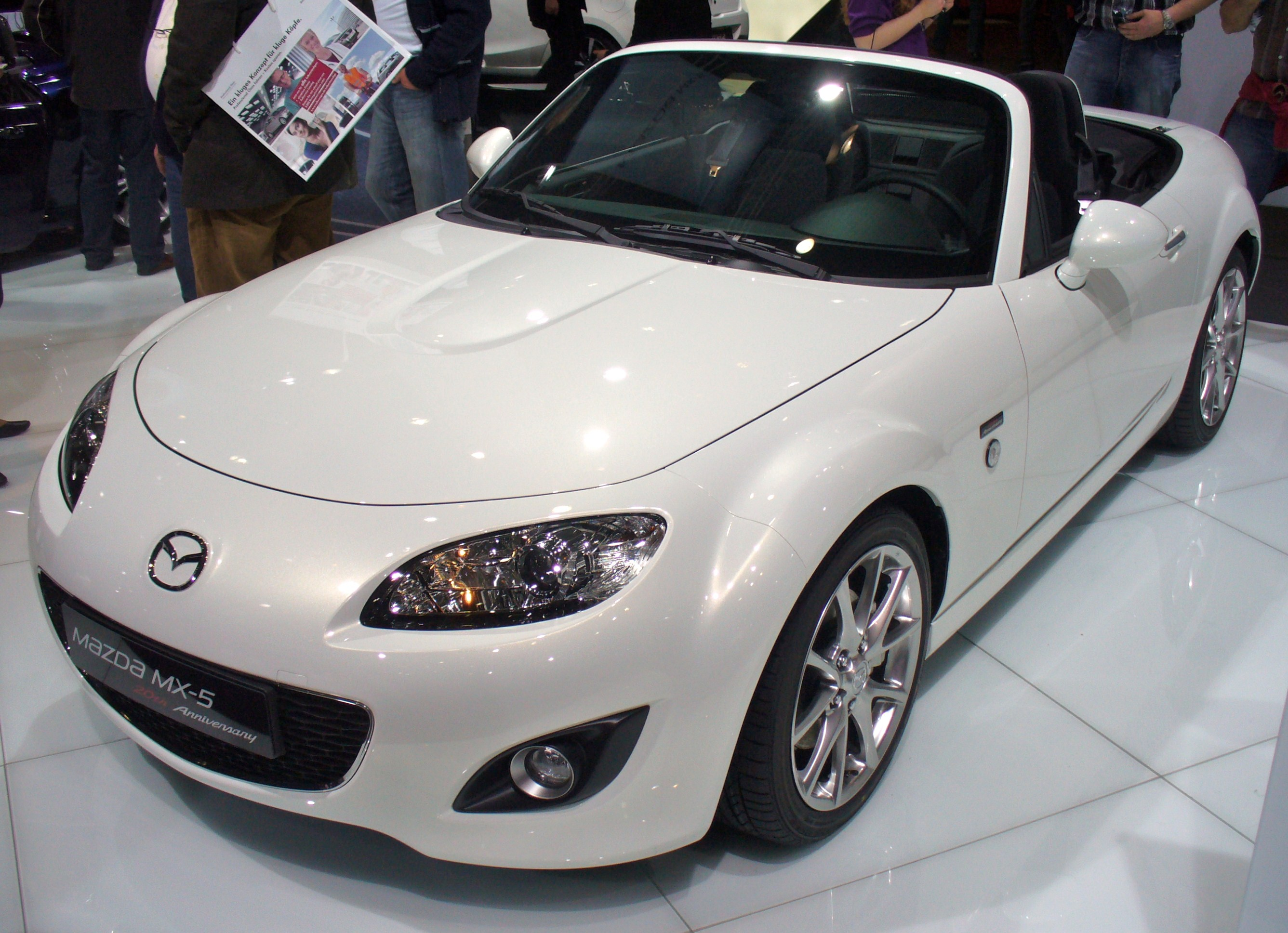
20周年紀念款

- 2009年7月 - 20周年紀念款：車身為珍珠白烤漆，加上20周年紀念廠徽、透明前霧燈，可五段設定的加熱座椅等。

- 2011年4月 - Iruka[9]：針對西班牙市場推出的特仕車，以「RHT」電動硬頂版車型為基礎，加上17吋鋁合金鋼圈、皮椅附加熱器、鍍鉻環儀表板、電子防盜系統、專屬墨綠色車身等配備。

- 2011年7月 - Karai[10]：「Karai」在日語中為辛辣之意，此款具電動硬頂的特仕車僅在德國推出，且限量165部。搭載2.0L DOHC直列四缸LF-VE型，搭配六速手排變速箱，17吋輪圈、Bilstein運動化套件、Recaro（英语：Recaro）桶形賽車座椅、影音系統、藍牙通訊等配備一應俱全。內裝以純黑阿爾坎塔拉麂皮打造，並綴以金屬飾板。

- 2011年7月 - MX-5 Sport Black：受到一輛改裝過的MX-5 GT在本年度英國不列顛廠車GTN錦標賽（Britcar Production GTN Championship）奪得第三名的啟發，馬自達英國分公司推出限量500輛的MX-5 Sport Black與限量618輛的馬自達2。其中MX-5 Sport Black具有金屬綠、珍珠白及雲母紅三種車色，加上亮黑電動硬頂敞篷裝置、前霧燈、17吋深銅色鋁合金輪圈。內裝部分除了黑色皮椅配砂色縫線，黑色鋼琴烤漆方向盤與飾板、「黑色限量版」徽章和號碼牌、腳踏墊、進階版Bose音響、內建藍牙免持系統、巡航定速系統等配備。

- 2011年9月 - Black Tuned：以具備電動摺疊硬頂裝置的車型為基礎，內裝或外觀以黑色系為主，舉凡車頂、霧燈座、輪圈、座椅、內裝飾板等。此外，還有Bose Audiopilot音響與七支揚聲器、真皮手煞車把手與排檔桿頭、五段式加熱座椅等配備。

- 2012年2月 - MX-5 Hamaki[11]：由德國馬自達推出，具有真皮方向盤、棕色真皮座椅、黑色鋼琴烤漆拋光裝飾、TomTom導航系統、17吋深灰色鋁合金輪框、專屬黑色車身塗裝等配備。

- 2012年6月2日 - MX-5 Yusho[12]：德國馬自達推出的特仕車，加裝美國改裝廠「Flyin'Miata」操刀設計的機械增壓器，使得馬力和扭力分別達到241ps與27.9kg·m。為了對應強大扭力，6速手排變速箱也經過強化，最終減速比從原來的3.727調至4.100。此外，尚有17吋專屬鋁合金輪圈、雙出排氣尾管、專屬車色等配備。

- 2014年4月17日 - 25周年紀念款：限量100輛且針對美國市場推出，具有專屬紅色車身塗裝、鋼琴烤漆飾板、25周年紀念銘牌（刻有限量編號）、倍適登（Bilstein）避震器、10輻式鋁合金輪圈、普利司通Potenza RE05A 205/45R17輪胎等配備。

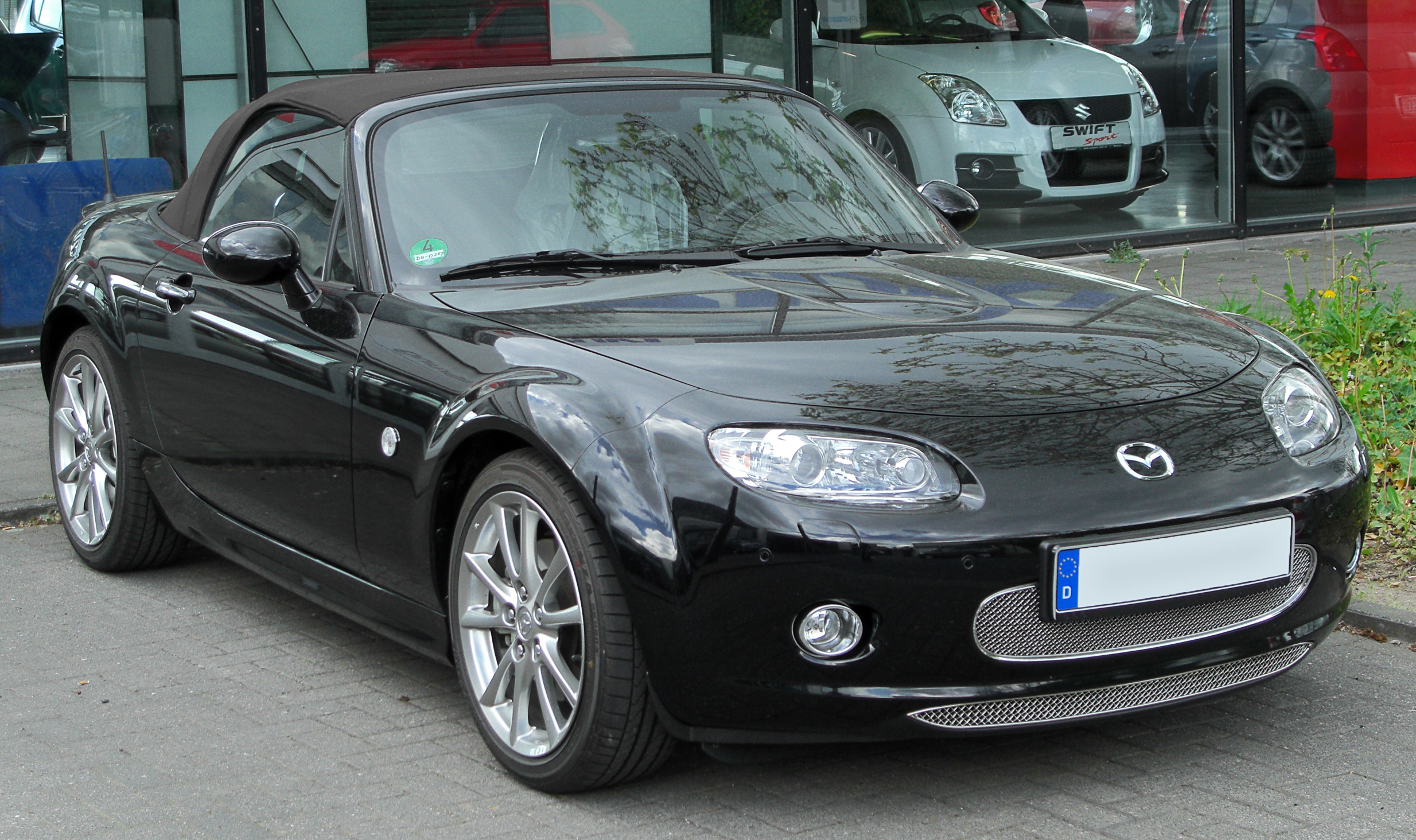
歐規MX-5車頭
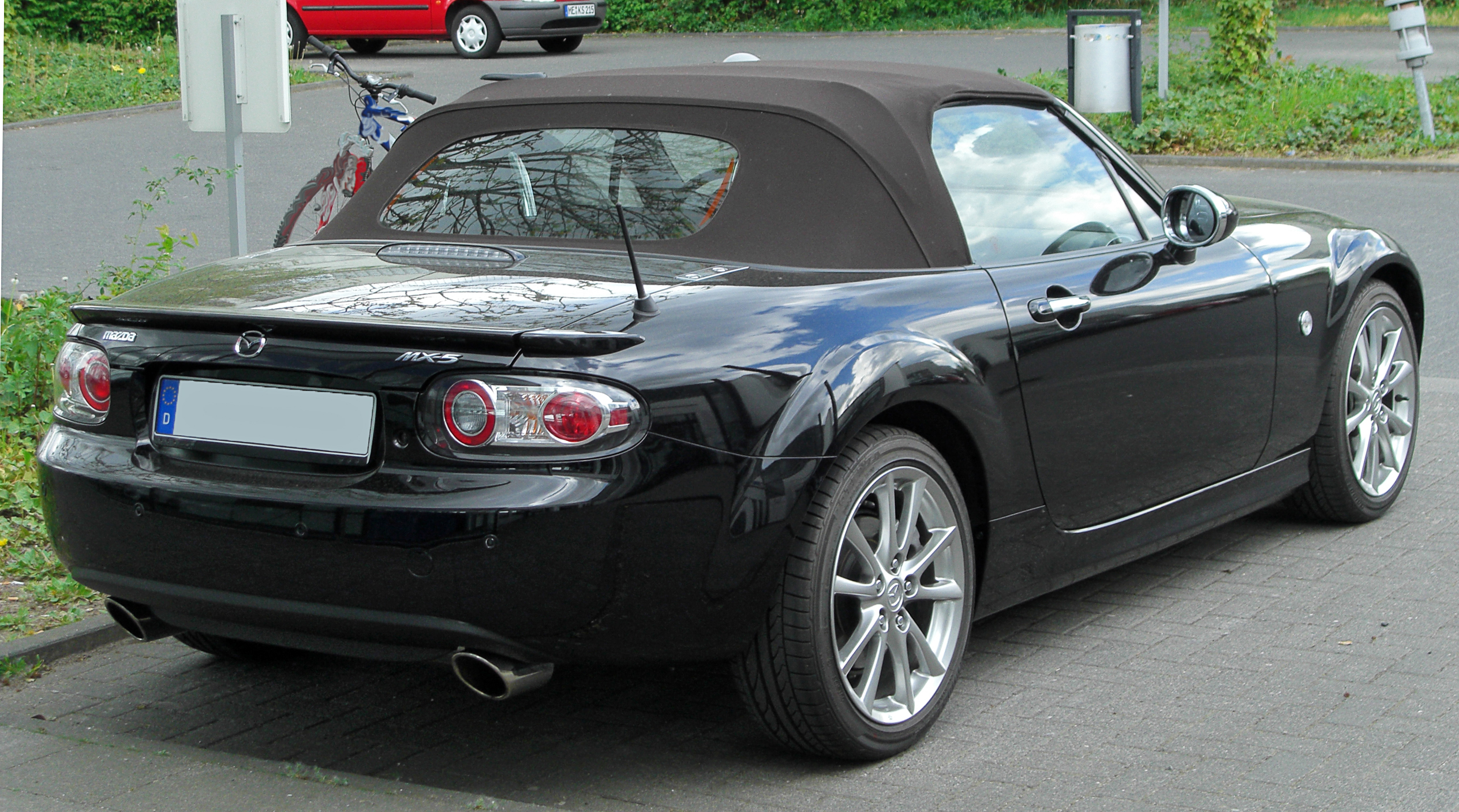
歐規MX-5車尾
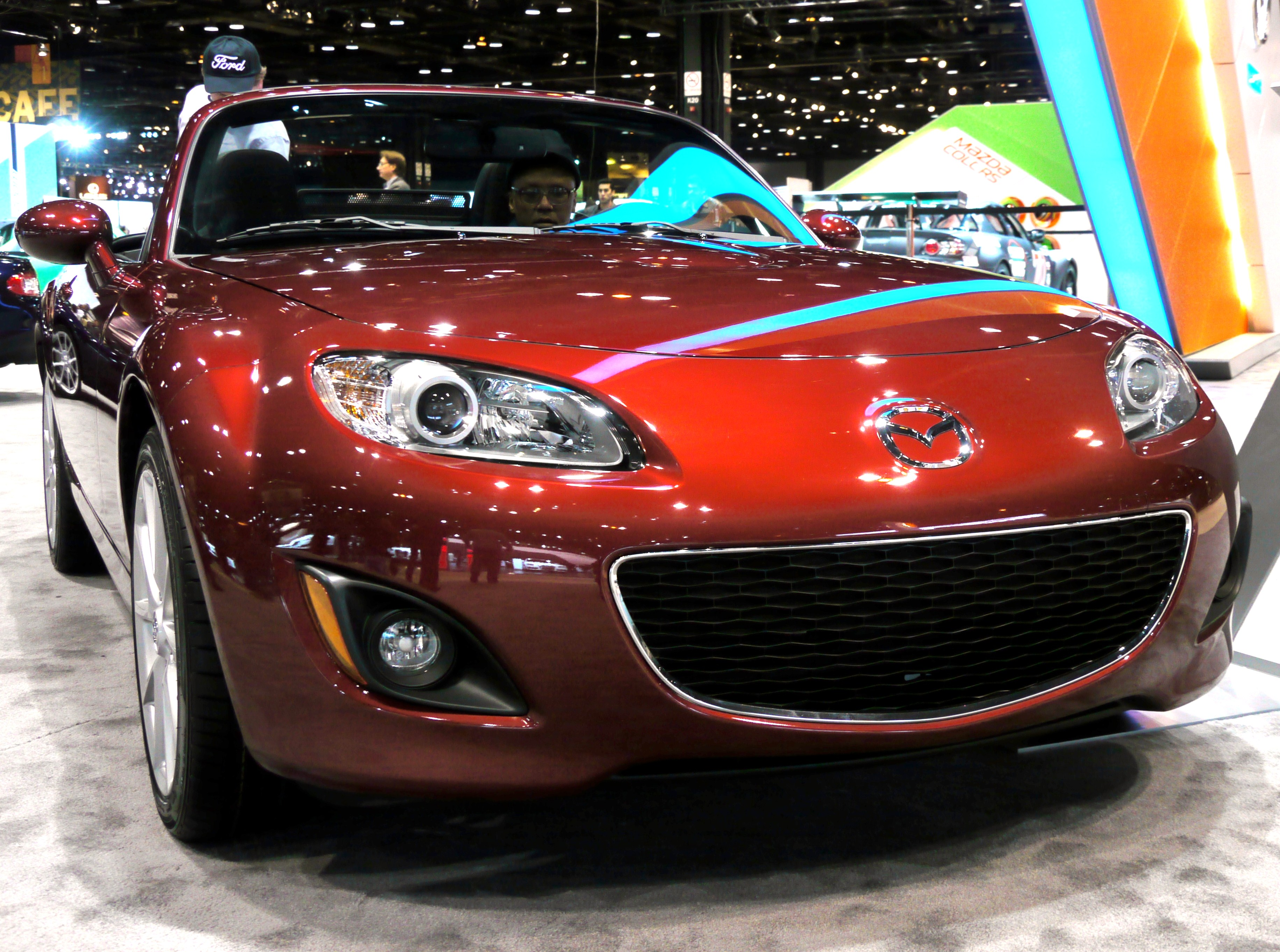
2010年底特律車展上的MX-5
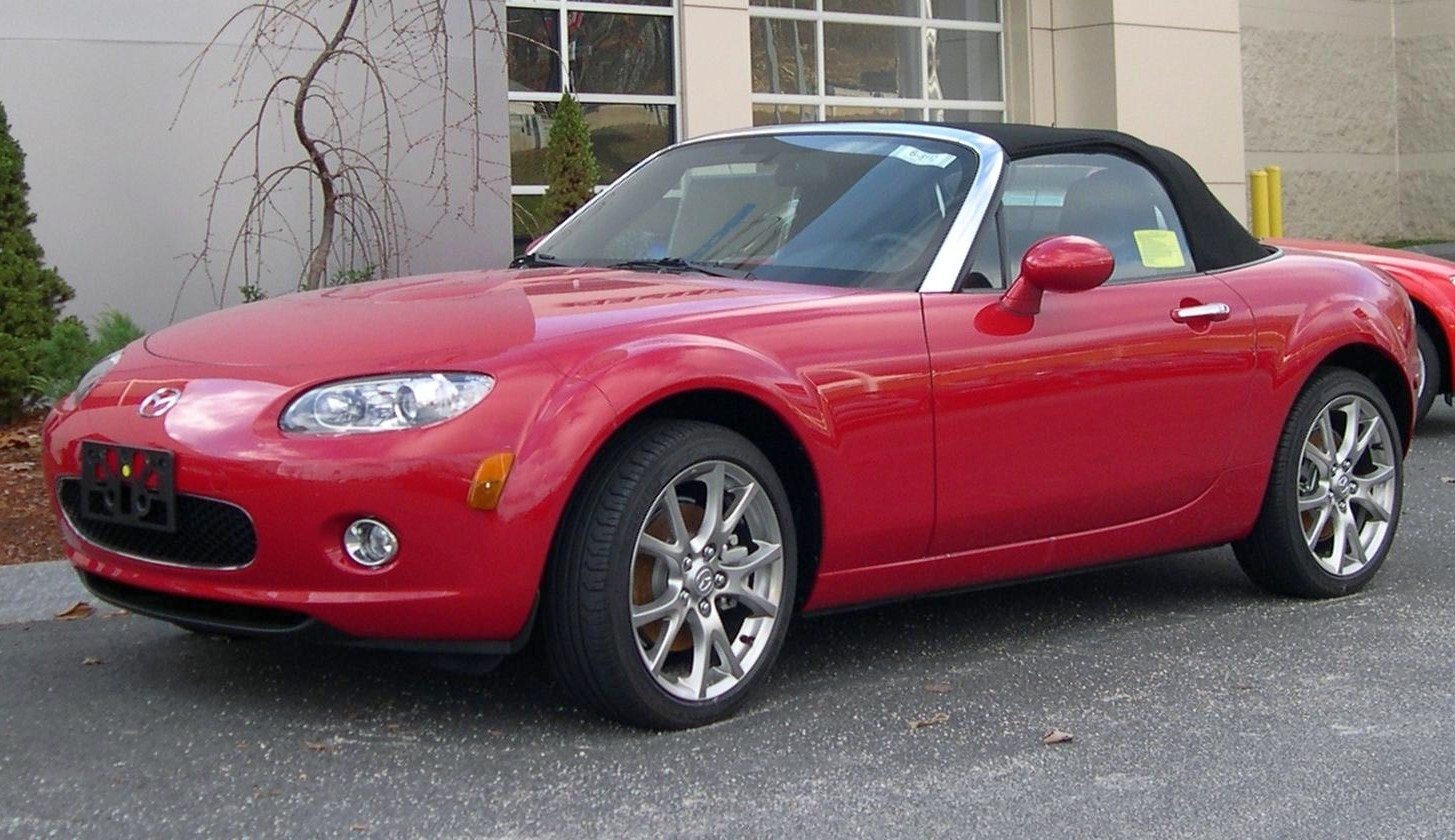
2006年MX-5車頭
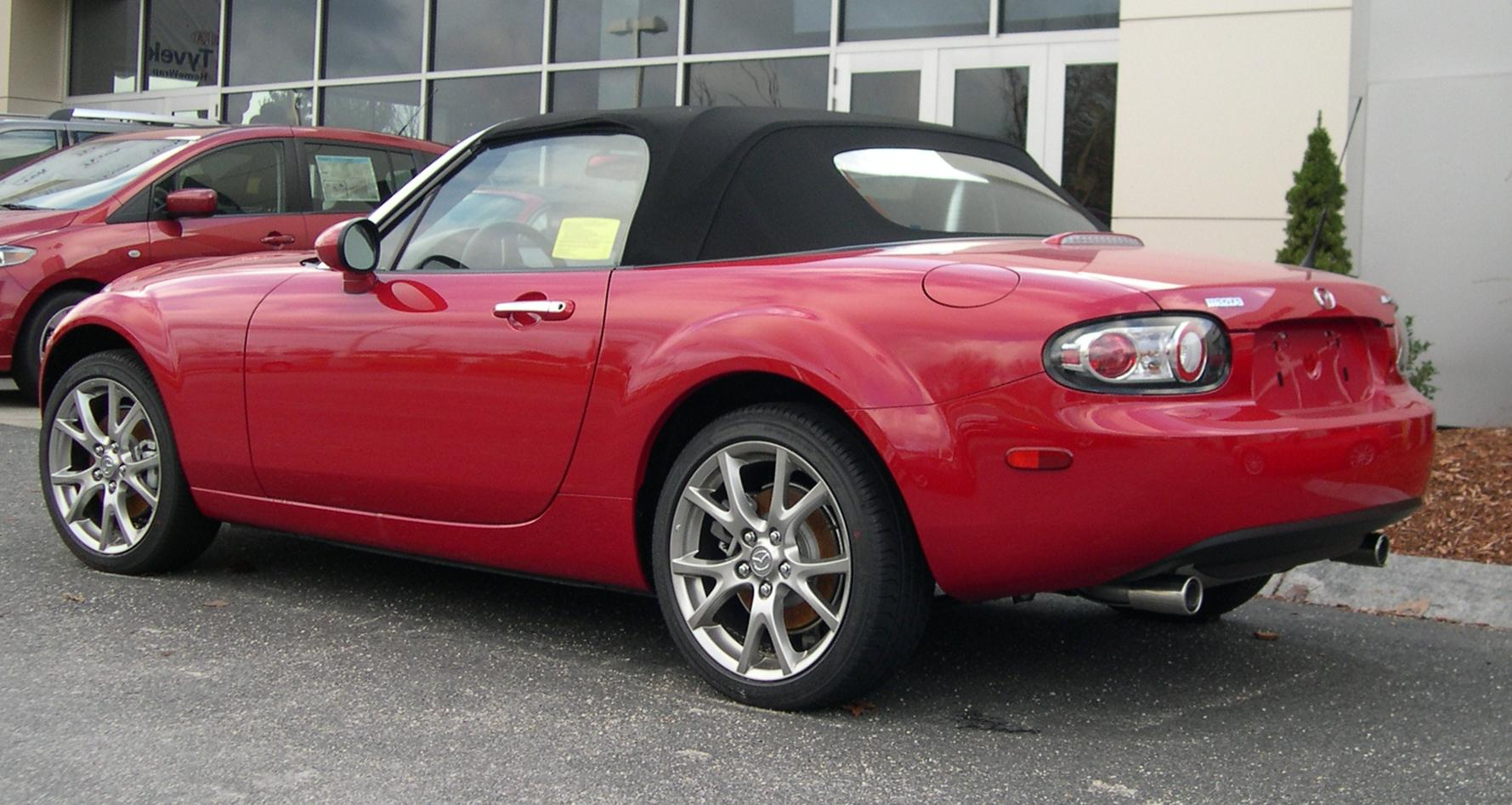
2006年MX-5車尾
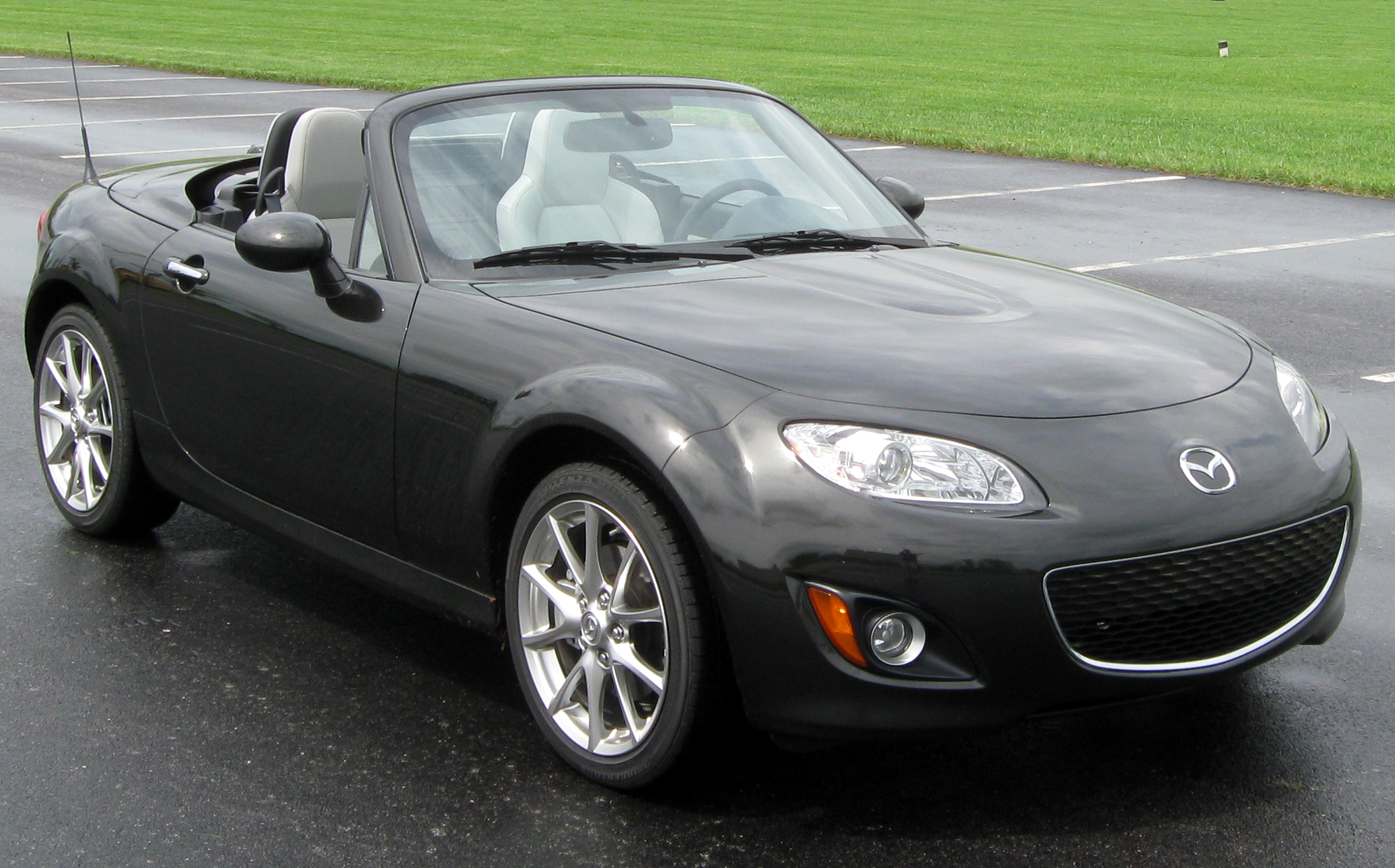
2011年式電動硬頂車型
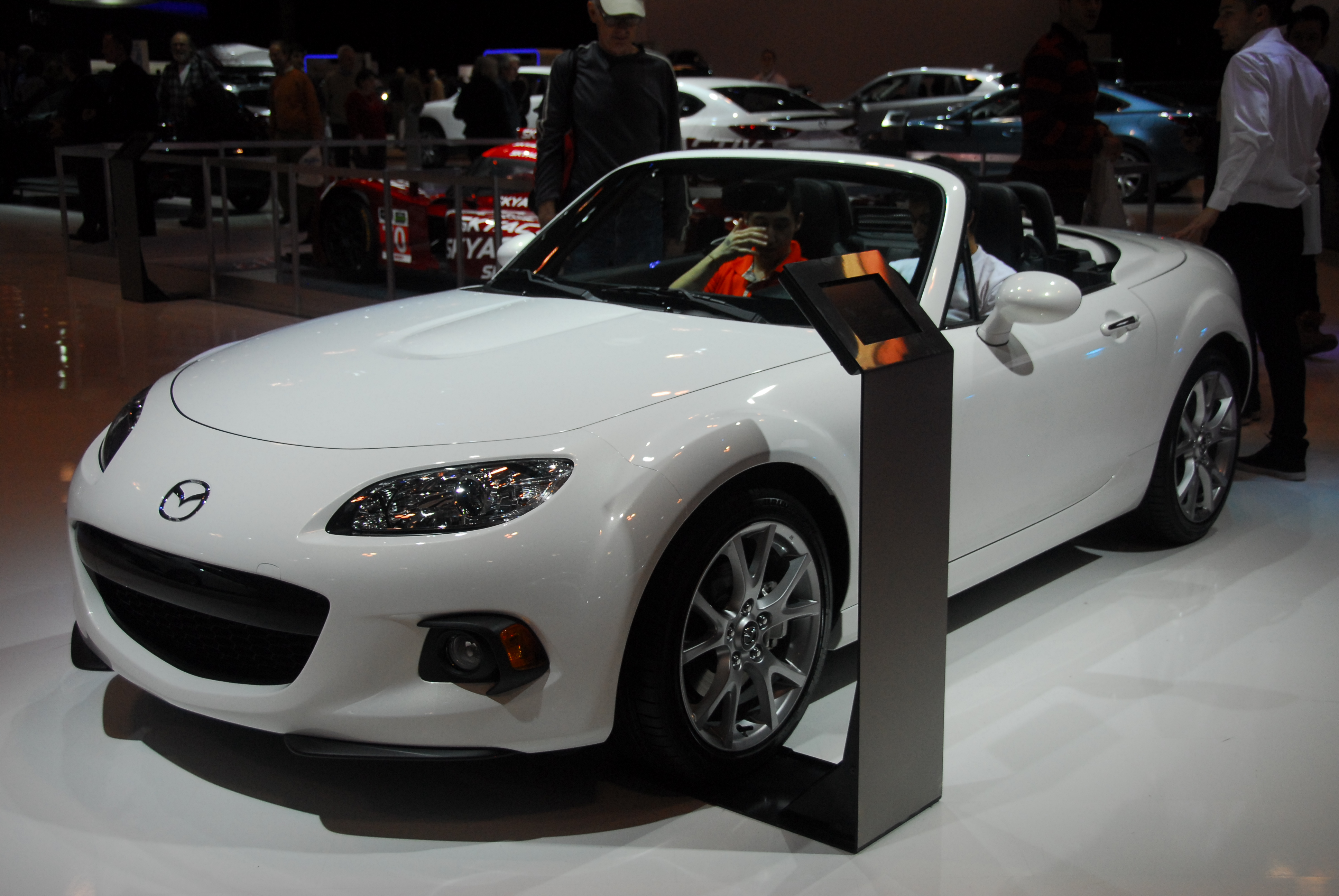
2014年加拿大國際車展
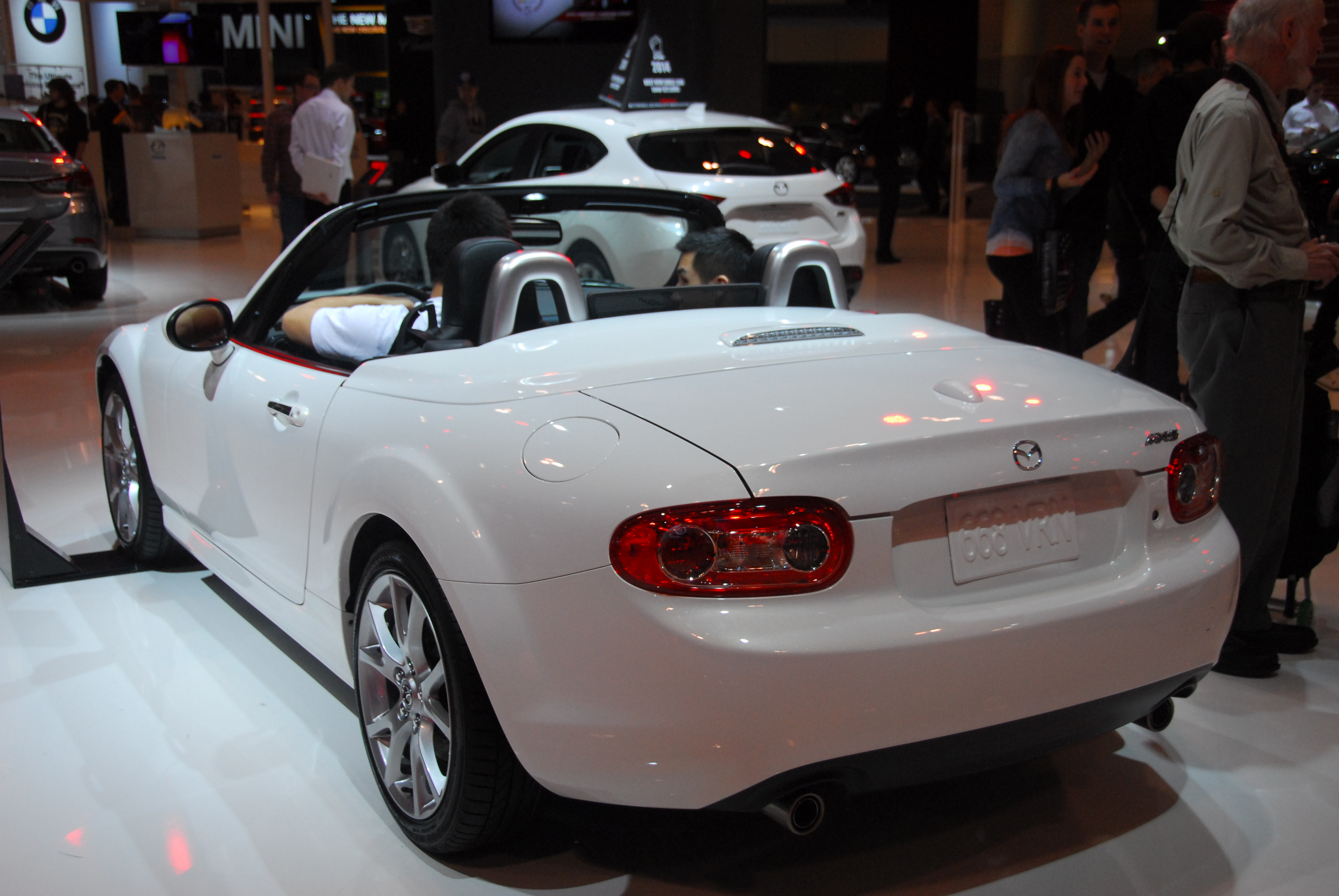

### 第四代ND系（2015年迄今）
2012年 - 5月23日馬自達與義大利飛雅特汽車集團旗下車廠愛快羅密歐簽署合作備忘錄，宣布雙方將以第四代MX-5為基礎，合作開發設計各自品牌的後驅敞篷小跑車。直到2013年1月18日，原廠在官方網站上公布進一步的消息，兩家車廠的敞篷小跑車都將在前者所屬的廣島工廠生產，並搭載各自的引擎。2014年4月16日馬自達在紐約國際車展上展示第四代MX-5的SKYACTIV底盤結構，也將使用在愛快羅密歐的產品上。不過2014年12月19日飛雅特汽車集團卻決定以自己發展的Abarth Roadster平台取代馬自達ND平台，並自行開發生產全新的愛快羅密歐Spider。
2014年 - 9月4日原廠在日本、美國、西班牙同步公開大改款的第四代MX-5。
2015年 - 5月20日原廠宣布大改款MX-5正式在日本上市，引擎位於前輪軸之後方，以便達成理想的50:50重量分布。車身大量使用鋁合金與超強度鋼，車重比起前代大幅減少100公斤左右。動力方面共有1.5L直列四缸P5-VP（RS）型、1.5L直列四缸P5-VPR（RS）型二種汽油引擎，差別在於後者配合i-ELOOP動能回收系統與i-Stop怠速熄火系統，以提升其油耗表現。以日本JC08模式做測試，前者為17.2km/L，後者則是18.8km/L。此二具引擎皆可輸出最大馬力131ps / 7,000rpm、扭力峰值15.3kgf·m / 4,800rpm；變速箱則有六速手排、六速自排等二種選擇。
在安全配備方面，按照等級不同配置6顆安全氣囊、i-Stop怠速熄火系統、i-ELOOP動能回收系統、i-ACTIVSENSE輔助系統、BSM盲點偵測系統等。還有MZD Connect人機智慧資訊整合系統、七吋行車資訊顯示幕等內裝配備，此外第四代MX-5更捨棄電動硬頂改回手動軟篷。美商博士音響（Bose）特別為第四代MX-5量身打造音響系統，全車共有九具功能與位置各異的揚聲器，最特別的莫過於埋藏在兩張座椅內的兩對高清晰度環艙揚聲器；而且這套音響系統可針對開篷與關蓬的環境差異自動作出不同的音場設定。
同年10月1日日本本地追加性能版「RS」車型，包含倍適登（Bilstein）避震器、前上拉桿、加大煞車碟盤、Recaro賽車座椅、進氣聲浪增進裝置（インダクションサウンドエンハンサー，Induction Sound Enhancer，可讓引擎的高轉速聲浪回饋至座艙內之裝置）等配備。
同年第3季起陸續在澳門、北美洲等地開賣，跟日規版最大的差異在於配置2.0L直列四缸DOHC PE-VPR型引擎，可搭配六速手排或六速自排等二種變速箱，最大馬力155hp / 6,000rpm、最大扭力148lb-ft / 4,600rpm。
2016年 - 3月在紐約國際車展公開硬頂敞篷車型「MX-5 RF」（日規名為Roadster RF），同年12月22日開始在日本交車上市。11月20日第四代車款正式在臺灣開賣，2.0L直列四缸DOHC Dual S-VT PE-VPS型引擎搭配六速手自排變速箱，且具備i-Stop怠速熄火系統及i-ELOOP動能回收系統，以強化油耗表現。標準配備具有4具安全氣囊、ABS+EBD+BAS電子煞車輔助系統、TCS循跡控制系統、DSC動態穩定系統、TPMS胎壓偵測、HLA上坡輔助及BSM盲點偵測系統等。
2017年 - 11月10日部分改良，重新調整後懸吊系統與轉向回饋，以減少底盤噪音、增加更舒適的行路感，重新設計轉速表；加入LED發光字體以提高日間辨識度；新增晶艷魂動紅、雪花珍珠白、永恆藍三種新車色；遮陽板改成類皮革質感材料，中央扶手後方的置物箱新增隔音墊。此外，中高階車型新增ALH自動遠光燈。
2018年 - 6月7日實施部分改良，2.0L直列四缸DOHC PE-VPR型引擎修改曲軸及活塞，採用低慣性質量飛輪，也透過縮短燃燒行程、加大高轉速時的進氣量、減輕轉速計儀器重量來減少動力損耗，使得性能提升至184hp / 20.9kg·m的輸出水準。此外，1.5L直列四缸DOHC P5-VP（RS）型引擎也通過前述改良手法使得最大輸出表現來到132hp / 15.5kg·m。原本僅提供上下雙向調整的方向盤，改成鏡筒式伸縮機構可調方向盤。全車系將i-ACTIVSENSE輔助系統等列入標配，但入門車型並未提供路標辨識、駕駛注意力偵測、主動式LED頭燈等配備。新增金屬黑塗裝輪圈，內裝飾板也新增米白色、黑色等兩種風格。

#### 獲獎紀錄
2015年12月7日日本年度風雲車執行委員會宣布第四代MX-5獲得第36屆日本年度風雲車，2016年3月25日奪得世界年度風雲車，2017年4月3日榮獲德國紅點設計大獎。

#### 特別仕樣車
- 2015年11月 - MX-5 Sport Recaro Limited Edition[25]：僅限600部並於英國市場推出，以2.0L Sport Nav車型為基礎添加黑色全車空力套件、黑色塗裝後照鏡、17吋輪框、LED頭燈、真皮方向盤、感應式雨刷、倒車雷達、Keyless免鑰匙感應門鎖系統、Bose音響系統、巡航定速系統、多媒體導航附三年歐洲圖資更新等，內裝方面則具有鋁合金踏板、專屬地墊、麂皮與紅色車縫線的Recaro（英语：Recaro）賽車桶椅附加熱功能等，懸吊避震系統採用倍適登（Bilstein）避震器，搭配強化差速器、防傾桿等提升操控表現。
- 2017年11月 - Roadster Red Top：日本本土市場將軟篷車頂改成深紅色，內裝也跟著換上紅褐色納帕及合成皮革，再搭配16吋高光澤槍灰色輪圈以及車身同色後視鏡；此款特仕車限定至翌年3月31日止停售。
- 2018年6月 - Caramel Top：以「S Leather Package」為基底，加上深棕色軟篷、車身同色後視鏡、米色飾板、16吋高光澤處理輪圈等配備。

- 2019年2月8日 - MX-5 Miata 30th Anniversary Edition：當年度芝加哥車展首度公開，全球限量3千部，採「Racing Orange賽車橙色」烤漆設定，軟蓬與RF硬頂二版本兼有。葉子板具有限量編號銘牌，使用「RAYS ZE40 RS30」鋁合金鍛造輪圈，搭配Brembo（英语：Brembo）橙色前煞車卡鉗與NISSIN（日语：日信工業）後煞車卡鉗，手排車型升級成倍適登避震器與機械限滑差速器。內裝上RECARO真皮座椅、車門飾板、儀表板、換檔桿等處以橙色調縫線處理，附有9支揚聲器的Bose音響，MZD Connect多媒體系統可支援Android Auto與蘋果CarPlay。

- 2019年3月25日 - 30周年紀念車：限量150輛且僅限日本發售，配備內容和前述「MX-5 Miata 30th Anniversary Edition」一樣。

- 2019年11月14日 - SILVER TOP：具備銀色軟篷、車身同色後視鏡蓋、16吋高光澤銀灰鋁圈等。

- 2020年4月3日 - 100周年紀念車[26]：採限時不限量之方式，以軟蓬「S Leather Package」與電動硬頂「VS」二種車型為基礎，外加酒紅色軟蓬、車側100周年紀念銘牌與輪圈蓋、酒紅色Nappa真皮座椅、酒紅色腳踏墊、100周年紀念徽飾頭枕及鑰匙等；同年10月亦由臺灣馬自達引進該地。

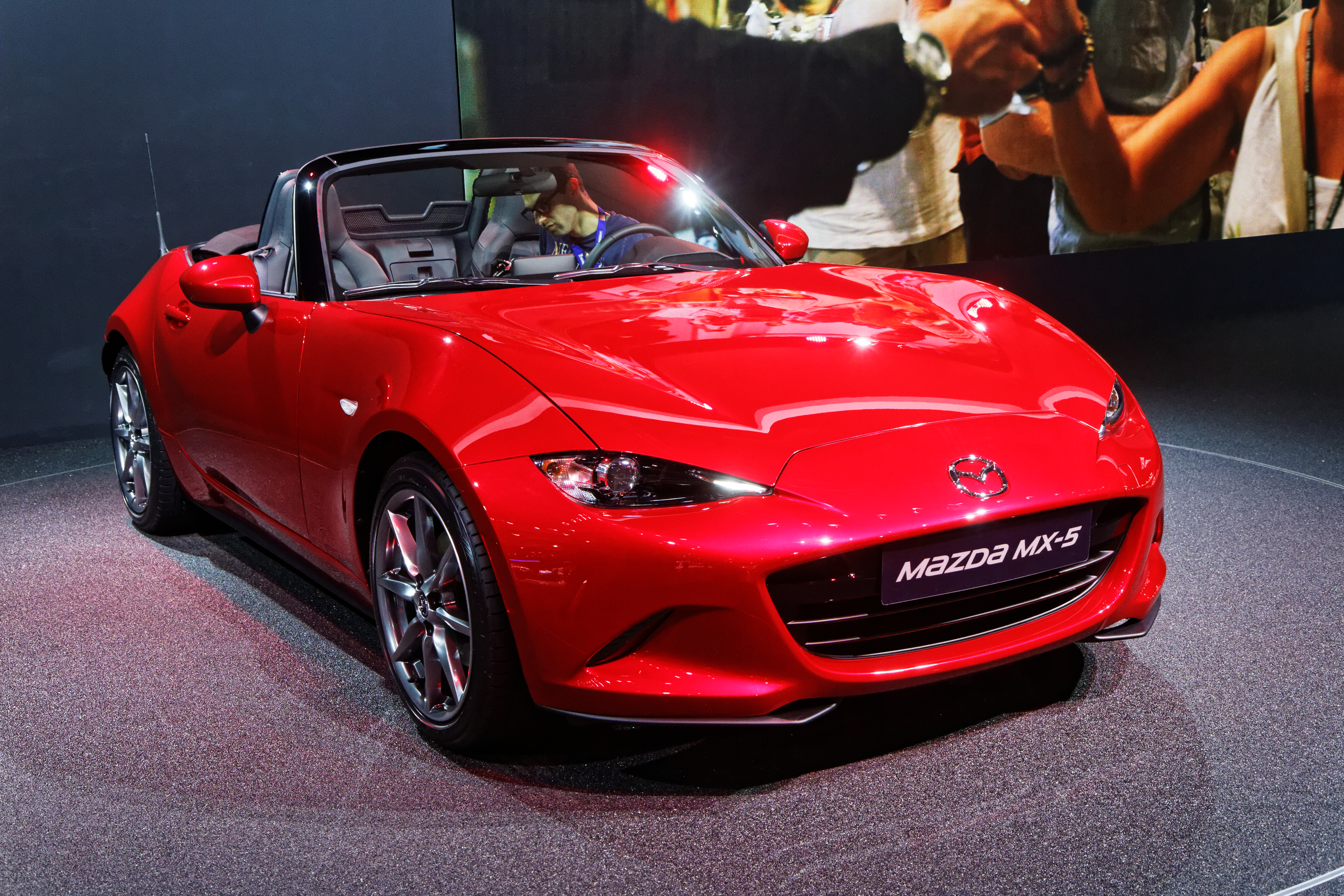
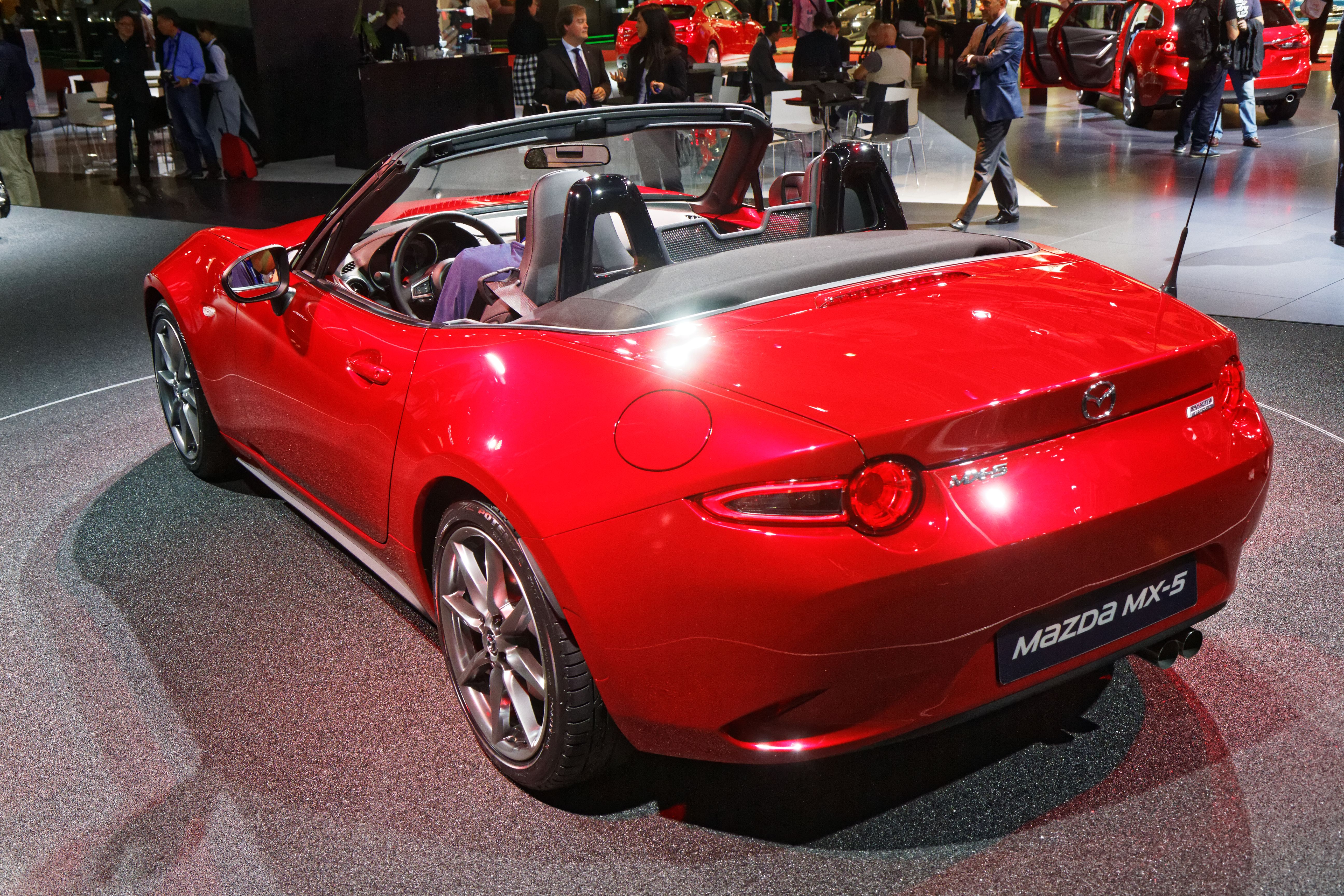
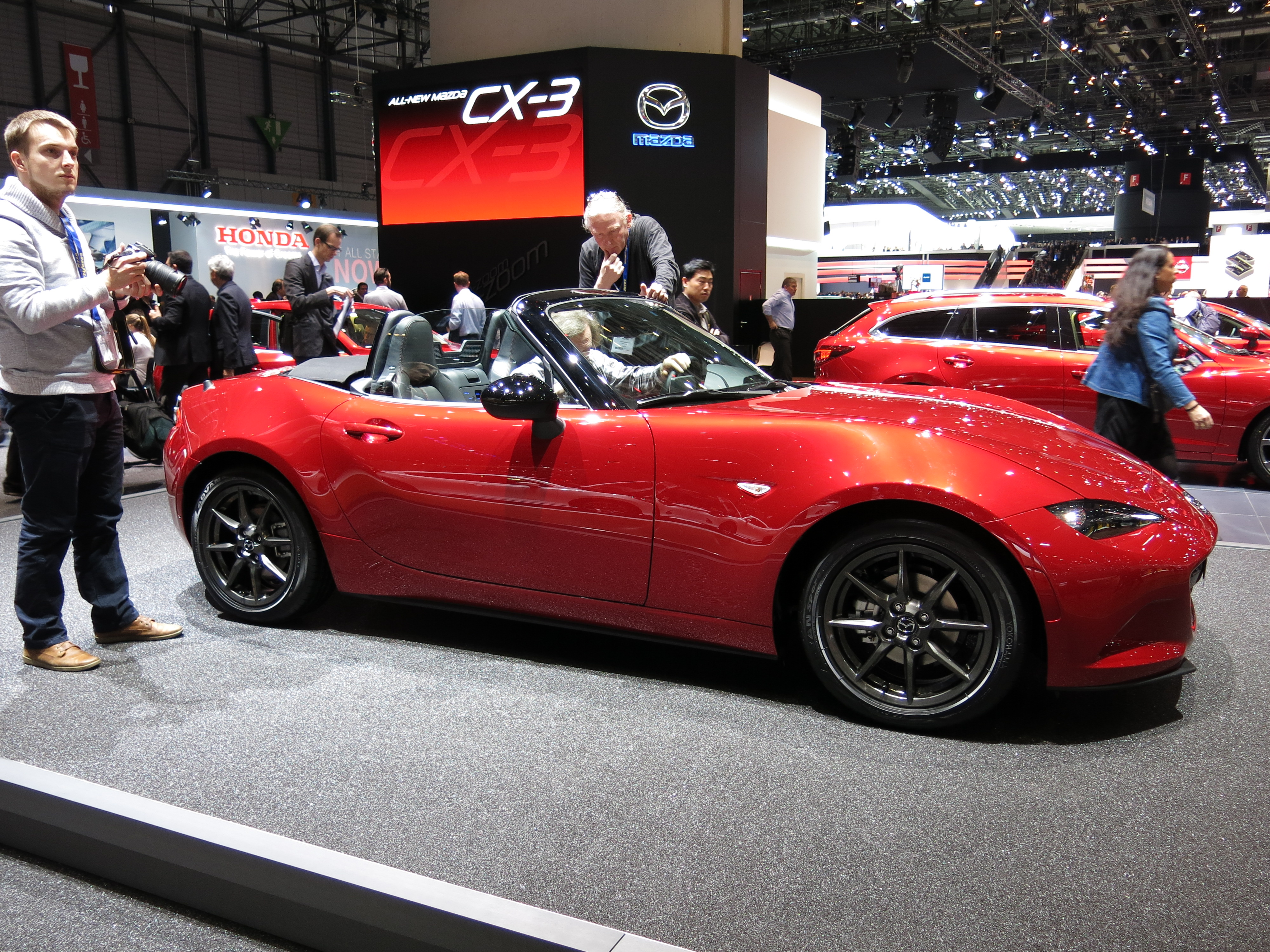
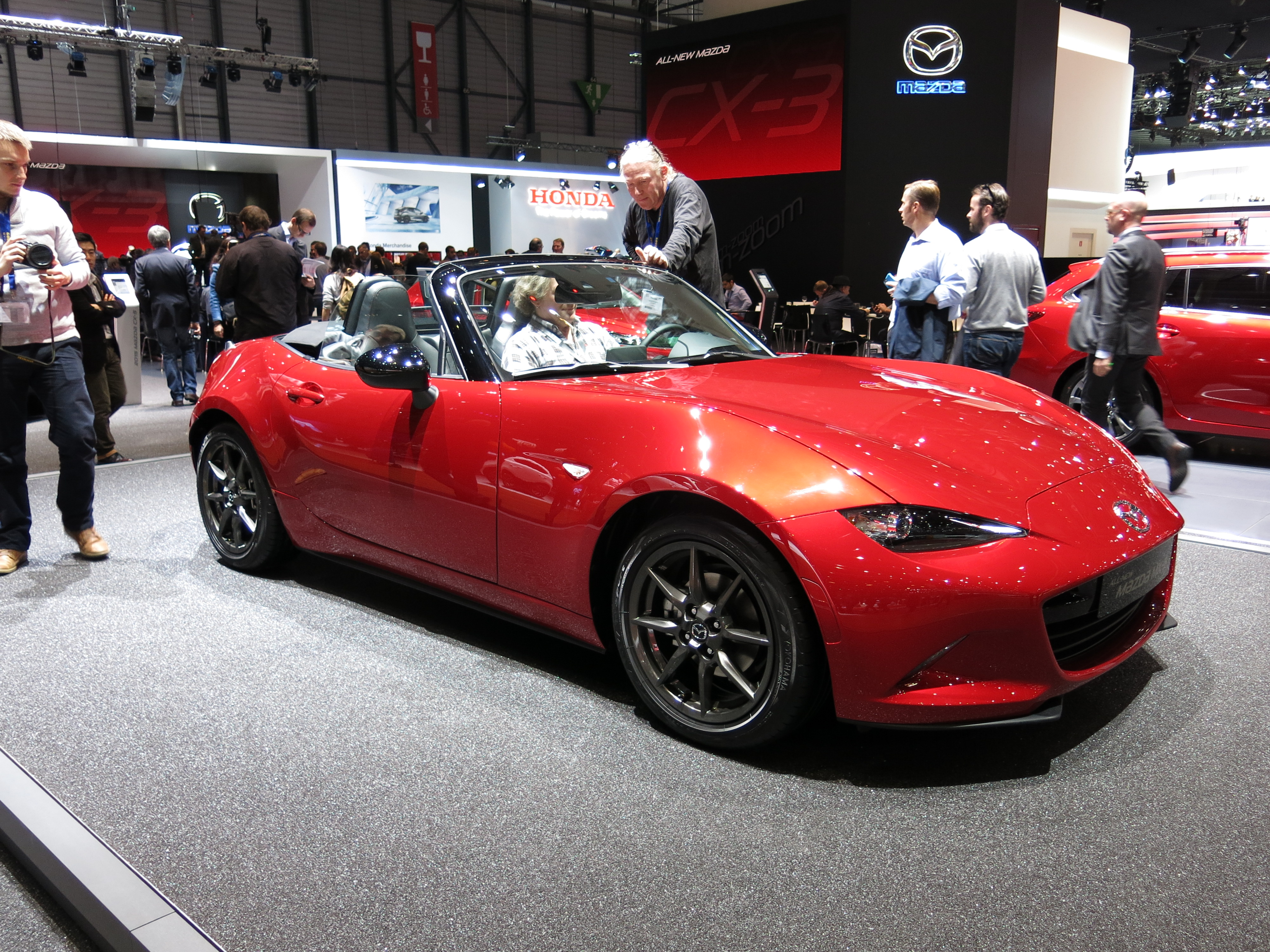
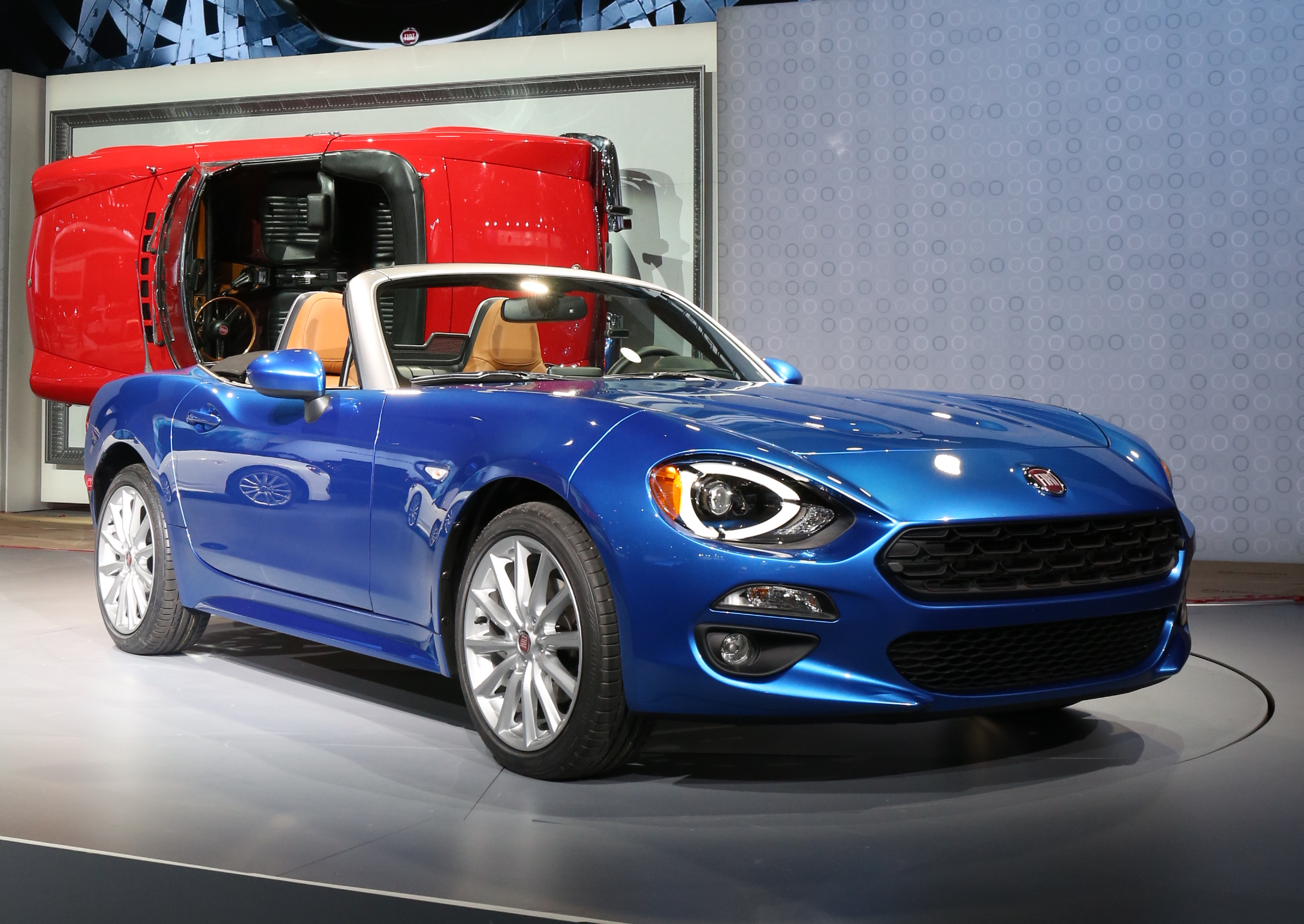
兄弟車飛雅特124 Spider

## 外部連結
- 臺灣官方網站 （页面存档备份，存于）
- 中國官方網站
- （日語）日本官方網站 （页面存档备份，存于）
- （日語）【MAZDA】ロードスター物語 （页面存档备份，存于）
- AutoNet汽車日報：MAZDA 90週年經典車特輯（五） （页面存档备份，存于）